# Jean Beausejour
Jean Beausejour (Santiago, 1 de junio de 1984) es un exfutbolista y comentarista deportivo chileno de ascendencia haitiana y mapuche, que jugaba como extremo, volante o lateral izquierdo. Fue el décimo jugador en la historia en defender la camiseta de los tres clubes más importantes del fútbol chileno: Colo-Colo, Universidad de Chile y Universidad Católica y el segundo, detrás de Óscar Wirth, en vestir los colores de los cuatro grandes del futbol chileno (incluyendo a Cobreloa). Integró la Generación Dorada del fútbol chileno.
Fue internacional absoluto con la Selección de Chile desde 2004 hasta 2020, con la que se consagró campeón de la Copa América en 2015 y en 2016. Ostenta el récord de ser el primer, y hasta ahora único, seleccionado chileno en anotar un gol en dos mundiales consecutivos: Sudáfrica 2010 y Brasil 2014. Entre 2022 y 2024 fue comentarista deportivo en el programa ADN Deportes de ADN Radio Chile.

## Vida personal
Beausejour nació en Santiago. Su padre, Jean Coty Beausejour, era un estudiante graduado haitiano de ascendencia africana que pasó a trabajar para las Naciones Unidas, y su madre, Viviana Coliqueo Collipal
, es chilena de origen étnico mapuche cuyo padre, Andrés, había emigrado a la ciudad para buscar trabajo. Los padres de Beausejour se separaron cuando él era muy joven, y fue criado por su madre y sus padres; considera a su abuelo como su figura paterna. La familia vivía en Villa Carmelitas, en la comuna Estación Central de Santiago, donde Beausejour se educó en la Escuela Profesor Ramón del Río, Colegio Holanda y Liceo Guillermo Feliú Cruz. En 2010, la municipalidad lo declaró Hijo Ilustre, de la comunidad, y seis años más tarde se le dio su nombre a un nuevo polideportivo.
Debido a su piel oscura, fue apodado Palmatoria por un personaje de fútbol negro en un cómic infantil Barrabases, a pesar de informes de que odiaba el nombre, dice que no le molestaba y que ser negro le causó menos problemas que la herencia indígena mapuche con la que se identifica íntimamente.
Beausejour está casado con Karina Ugarte. A mayo de 2025, la pareja tenía cuatro hijos, Joaquín, Luciano, Lorenza y Juliana Joaquín ha jugado al fútbol en las categorías inferiores de la Universidad Católica, club donde su padre completó su desarrollo juvenil.

## Trayectoria

### Inicios en el profesionalismo (2002-2003)
A los 10 años de edad, Beausejour se fue a probar a inferiores de la Club Universidad de Chile, y fue uno de los cuatro niños elegidos para pasar por otros procedimientos de selección para unirse a las juveniles del club. A los 14 años fue dejando en libertad y decidió ir a probarse al equipo rival, la Universidad Católica donde fue aceptado y terminó su formación futbolística.
Fue ascendido al primer equipo de la UC en el año 2002 cuando tenía 17 años de edad. Debutaría con esa edad el 17 de febrero del mismo año contra Deportes Concepción por la primera fecha del Apertura 2002 bajo la dirección de Juvenal Olmos, duelo que la UC ganaría por 2-1 en el sur de Chile. No tendría destacadas actuaciones debido a que jugó 1 solo partido y ese año la Católica saldría campeón del campeonato de Apertura y subcampeón del clausura.

### Universidad de Concepción (2003)
En 2003 tras no tener continuidad en la UC, fue enviado a préstamo a Universidad de Concepción donde haría una de las mejores campañas en la historia del club llegando a semifinales y cuartos de final en el Apertura y Clausura respectivamente. En un principio le costaría ganarse un puesto en el equipo de Fernando Díaz poco a poco fue tomando la batuta de titular haciendo una gran dupla en el mediocampo campanil junto a Jorge Valdivia (quien luego sería su amigo) y jugaría un total de 23 partidos.

### Universidad Católica (2004)
En el año 2004, tendría otra oportunidad en la Universidad Católica tras sus buenas actuaciones en Universidad de Concepción. En un principio fue suplente con Oscar Garré, pero con la destitución de este, asumió en la banca Jorge Pellicer y con él lograría la titularidad en el equipo llegando a marcar 3 goles en 15 partidos en el conjunto cruzado siendo uno de los mejores en una temporada que muy mala para la UC que ni siquiera clasificó a Play-offs en Apertura 2004. El 10 de marzo del mismo año marcó su primer gol como profesional en la goleada 5-1 sobre Huachipato de local, varios partidos después en la Fecha 14 anotó el gol del triunfo 2-1 sobre Palestino y en la Fecha 16 anotó de penal en la caída 1-2 sobre Universidad de Chile en el clásico universitario.

### Servette (2004-2005)
Finalizando el Apertura 2004 dejaría el fútbol chileno para emigrar al fútbol suizo, el Servette sería su primer club en el fútbol europeo, donde jugaría hasta el año 2005 con su amigo Jorge Valdivia, saliendo con polémica de la Universidad Católica. Jean tendría actuaciones regulares anotando 1 gol en 13 partidos (11 en la Superliga de Suiza y 2 por Copa de la UEFA) en una temporada catastrófica para su equipo ya que descendieron y declararon la quiebra en febrero de 2005 y descendería a ligas amateur en Suiza. Su único gol en el Servette fue en sus últimos partidos anotando el tercer gol en la victoria por 4-1 sobre FC Schaffhausen.

### Gremio y Gent (2005-2006)
Gremio
En el segundo semestre del año 2005 firmaría por Gremio un contrato de 6 meses, equipo brasileño que en ese entonces jugaba en la segunda división del brasileirao. Ese mismo año consiguieron el anhelado ascenso a primera y Beausejour si bien no tendría mucha participación pero sería parte del plantel que ascendió jugando 6 partidos y marcando 1 gol.
Gent
Sus regulares actuaciones en Brasil le hicieron regresar nuevamente al futbol europeo para jugar en el KAA Gent de Bélgica en enero de 2006 firmando un contrato de 18 meses. Tendría un paso por el olvido, ya que en un año ni siquiera jugó un partido, ni siquiera un amistoso.

### Regreso al fútbol chileno y consolidación (2007-2008)
Cobreloa (2007)
Tras su mal pasó por el fútbol europeo, en el año 2007 regresó al fútbol chileno y firmaría por un año con Cobreloa. Sería un año de resurgimiento para el joven lateral jugando 22 partidos, la mayoría como titular.
O'Higgins (2008)
En el año 2008 pasaría a O'Higgins, club donde se consolidó como jugador. En este club también sería titular indiscutido pero como extremo izquierdo donde gracias a Jorge Sampaoli podría explotar su faceta goleadora ya que marcó 13 goles en un total de 34 partidos teniendo una gran media goleadora para jugar de extremo, además su paso por el conjunto rancagüino lo ayudaría a volver a ser seleccionado nacional y curiosamente Marcelo Bielsa lo haría jugar en la misma posición de extremo izquierdo al igual que Sampaoli.
Lograría buenas campañas con O'Higgins llegando a cuartos de final tanto en el Apertura como en el Clausura, su mejor gol lo anotó el 18 de octubre del 2008 por la Fecha 16 del Clausura en el triunfo 3-1 sobre Deportes La Serena de visita, corría el minuto 40 y a pura potencia física marcó el 1-0 parcial.

### América (2009-2010)
El 1 de diciembre de 2008, fue oficialmente presentado como refuerzo del Club América de la Primera División de México de cara al Clausura 2009 tras haber cerrado el acuerdo con O'Higgins por dos millones de dólares, firmando un contrato por 3 años y medio.
En su debut con el América, el 4 de enero de 2009, marcó su primer gol ante Chivas por la Interliga Mexicana. En sus dos años en el club no logró alzar ningún título pero siempre se mantuvo como titular mostrando un gran nivel jugando 54 partidos marcando 4 goles.

### Birmingham City (2010-2012)

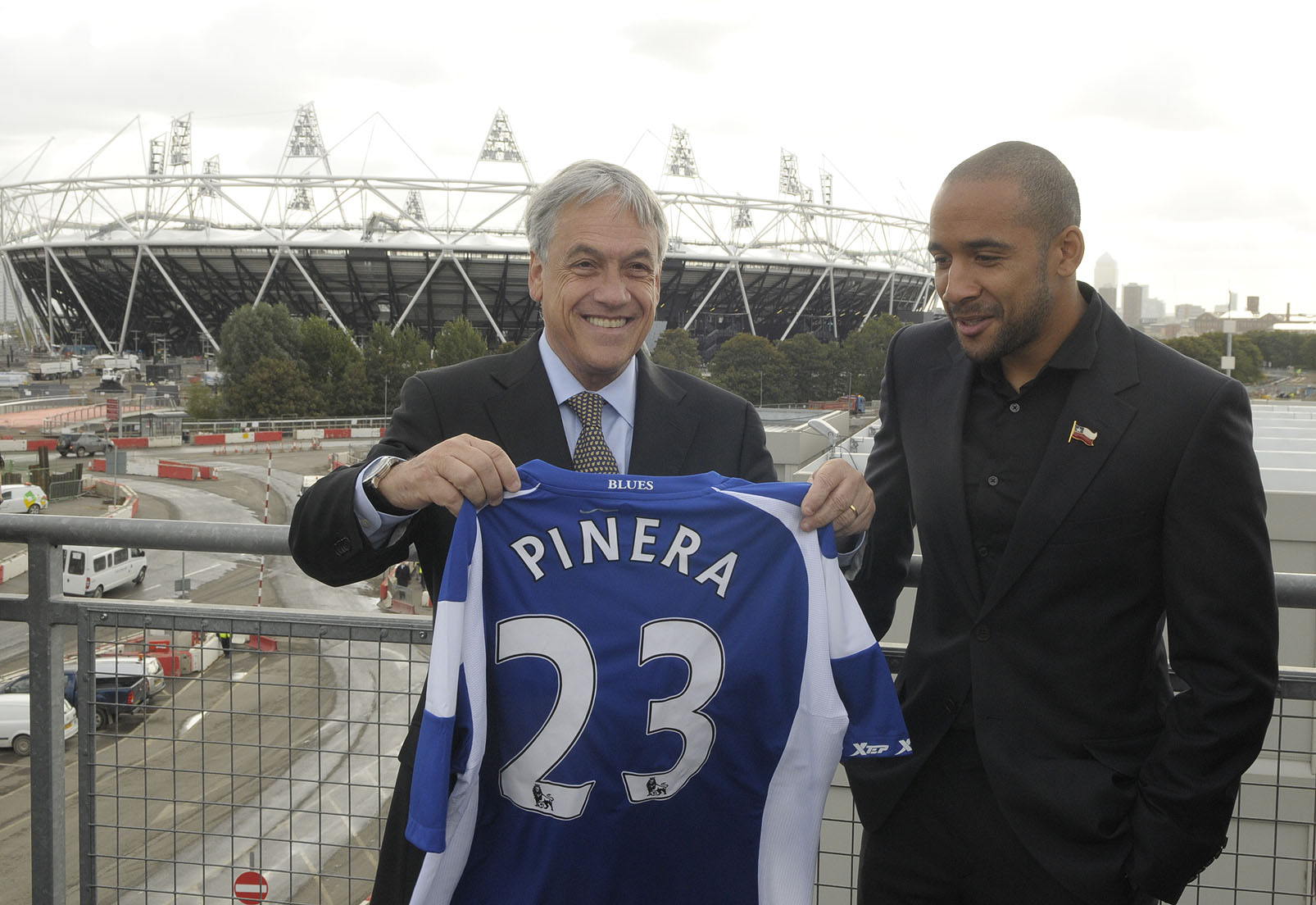
Beausejour junto con el Presidente de Chile Sebastián Piñera, sosteniendo una camiseta del Birmingham City en el Parque Olímpico de Londres.

Después de 18 meses en el América de México, seguido de una buena Copa del Mundo Beausejour firmó un contrato de tres años con el Birmingham City por una transacción no revelada en agosto de 2010, llegando al fútbol inglés con 26 años.

#### Temporada 2010-11
Su debut se retrasó mientras esperaba una visa de trabajo, pero se produjo el 18 de septiembre en el The Hawthorns Stadium por la quinta fecha de la Premier League 2010-11 contra el West Bromwich Albion al saltar al terreno de juego al minuto 83 por Aliaksandr Hleb en la caída de su equipo por 1-3. Tres días después hizo su debut como titular contra el Milton Keynes Dons por la Carling Cup e hizo un gran asociación con Hleb y Nikola Žigić en la victoria por 3-1 y saldría al minuto 58 por Enric Vallès, fue una de las figuras del partido y tras el encuentro recibió elogios por parte de su DT Alex McLeish y también de la prensa inglesa.
Marcó su primer gol en su undécima aparición con los Blues el 19 de febrero del 2011 por la quinta ronda de la FA Cup contra el Sheffield Wednesday, al minuto 6 abrió la cuenta en el triunfo 3-0 de su equipo. Una semana después, el 27 de febrero jugó la final de la Carling Cup 2010-11 contra el Arsenal en el mítico Wembley Stadium y contra todo pronóstico el equipo del chileno se impondría por 2-1 con goles de Nikola Žigić y Obafemi Martins, Beausejour ingresaría al minuto 50 de juego por Craig Gardner logrando la segunda Copa de la Liga en toda la historia del club y obteniendo así la clasificación para la UEFA Europa League 2011-12.
El 5 de marzo de 2011, anotó su primer gol en Premier League en la derrota de local 1-3 contra West Bromwich Albion, y el segundo llegó cuatro días después en la igualdad 1-1 con Everton. Finalmente su club descendía tras terminar en la 18.ª posición con 39 puntos, en su primera temporada en el fútbol inglés mostró actuaciones regulares jugando 17 partidos (9 de titular) por Premier y 2 goles registrando 890 minutos, más 4 duelos por Copa de la Liga y FA Cup donde el seleccionado nacional tuvo que luchar lesiones y un largo período de adaptación.

#### Temporada 2011-12
Fue el Jugador del Partido en el primer partido internacional del Birmingham en casi 50 años, por el partido de ida por los playoffs por la Europa League 2011-12 en una igualdad sin goles con Nacional Madeira en Funchal. Pocos días después el nuevo técnico Chris Hughton puso a Beausejour en un papel un poco más ofensivo haciéndolo jugar de extremo por izquierda, volvió a tener otra buena actuación en el triunfo 2-0 sobre Leicester City por Championship. En la fase de grupos de la Europa League, Beausejour cometió un error que terminó en el segundo gol del Club Brujas, pero luego anotó el 1-2 parcial después de un rebote tras un disparo de Žigić que fue contenido y le cometió penal dentro del área el cual Marlon King convirtió en gol al minuto 74 para sellar el 2-2 final. Su primer gol de liga de la temporada lo anotó contra el Burnley en noviembre, nuevamente de rebote, en el segundo minuto de partido que Birmingham ganó 2-1 en los descuentos.

### Wigan Athletic (2012-2014)
El 25 de enero del 2012 ficha por el Wigan Athletic de la Premier League por una transacción de € 4 millones 700 mil euros, firmando un contrato por dos años y medio, siendo este su segundo club inglés. Hizo su debut en la derrota por 3-1 contra Tottenham en el White Hart Lane el 31 de enero por Premier League 2011-12. Su debut en el DW Stadium fue contra el Everton la semana siguiente, haciendo un aceptable actuación, generando constante peligro por la banda izquierda, su equipo abrió la cuenta al minuto 76 tras un centro de Beausejour que terminó en autogol de Phil Neville tras un error del meta Tim Howard, siete minutos después Victor Anichebe marco para la visita el 1-1 final. No sería un resultado favorable para Wigan ya que se mantuvo en el último lugar de la tabla con 16 unidades.
Para la temporada 2012-13 Beausejour se adaptó muy bien al esquema 3-4-3 de Roberto Martínez jugando como volante por izquierda. Aportó asistencias notables en triunfos del Wigan contra West Ham United, Aston Villa, Reading, y West Bromwich Albion, y también marcó un gol en el valioso triunfo 2-1 sobre Newcastle United, todo por Premier League.
Su equipo llegó a la final de la FA Cup 2012-13, pero una lesión en los isquiotibiales le impidió disputar el duelo por el título contra el Manchester City, el Wigan lograría un histórico triunfo por 1-0 con gol de Ben Watson al minuto 90+1 en el mítico Wembley Stadium logrando el título más importante en la historia del club. Días después Beausejour obtuvo su segundo descenso en la Premier League tras la derrota por 4-1 a manos del Arsenal por la jornada 37. Dejó el Wigan Athletic en junio de 2014 cuando expiró su contrato.

### Colo-Colo (2014-2016)

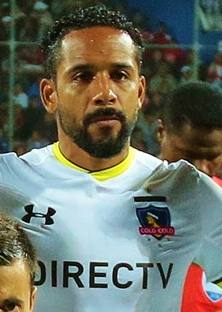
Beausejour en su paso por Colo-Colo

#### Temporada 2014/15
Luego de culminar su participación en el Mundial de Brasil 2014, el 10 de julio de 2014, fue confirmado que Beausejour llegó a un acuerdo por dos años con el reciente campeón del fútbol chileno Colo-Colo. La cifra entre albos e ingleses para concretar el traspaso contempló medio millón de dólares, siendo más tarde revelado que percibiría un salario de $34 millones mensuales. Tras su llegada, Beausejour se posicionó rápidamente como lateral izquierdo indiscutido bajo la tutela del director técnico Héctor Tapia, quien lo adaptó a esa ubicación donde a veces solía jugar en Wigan Athletic e incluso la selección nacional, su debut se produjo en el segundo partido del Torneo de Apertura, el 27 de junio contra Deportes Iquique. Colo-Colo ganó 2-0 en el Estadio Monumental, ambos goles marcados por Esteban Paredes. Un mes después, el 31 de agosto marcó su primer gol por el Cacique en la cómoda victoria de local 4-0 sobre Deportes Antofagasta.
Después de marcar su segundo gol, el 14 de septiembre por 3-1 contra Palestino en Valparaíso, luego de tirar un centro que se coló en el segundo poste del golero José Quezada, fue expulsado por agredir con un codazo a Leonardo Valencia, recibiendo una suspensión de dos fechas. Una vez cumplida la sanción, regresó justo el 19 de octubre para enfrentar a Universidad de Chile de local por el Superclásico donde anotó el segundo y definitivo gol de la victoria colocolina en un triunfo 2 a 0. El 6 de diciembre se definió el Apertura 2014, Colo-Colo con opciones de campeonar se medía a Santiago Wanderers en el Estadio Elías Figueroa Brander de Valparaíso, en una cancha difícil, al igual quel partido los "albos" cayeron por 2-0 con goles de Matias Mier y Gonzalo Barriga, así el título cayó en la vereda de al frente ya que la "U" venció por la cuenta mínima a Unión La Calera en el Nacional con solitario gol de Gustavo Canales bajando su estrella N°17.
Tuvieron un mal comienzo en el Clausura con una derrota de local por 0-1 ante San Marcos de Arica el 4 de enero de 2015, terminaron con una racha de 4 partidos sin ganar por torneo local con una victoria por 2-0 frente a O'Higgins en la que Beausejour marcó su primer del año. Los albos regresaron a la Copa Libertadores luego de 4 años, quedando situados en el Grupo 1 con Atlético Minero, Independiente Santa Fe y Atlas, debutaron en la copa el 18 de febrero contra Atl. Mineiro en el Estadio Monumental a estadio lleno y el equipo chileno lograría vencer por 2-0 a los brazucas con goles de Felipe Flores y Esteban Paredes (tras centro de Beausejour). Ya en la quinta fecha cayeron por 0-3 sobre Santa Fe donde el volante recibiría amarilla quedando suspendido para el duelo final con Atlético Minero en Brasil donde quedaron eliminados tras caer 2-0.
Terminaron en el segunda lugar del campeonato de clausura con 32 puntos, dos menos que el campeón Cobresal. En su primera temporada como jugador albo no ganaría ningún título pero se afirmaría como un gran refuerzo teniendo actuaciones notables en Copa Libertadores y el Campeonato Nacional. Jugaría un total de 35 partidos marcando 4 goles jugando la mayoría como lateral izquierdo.

#### Temporada 2015/16

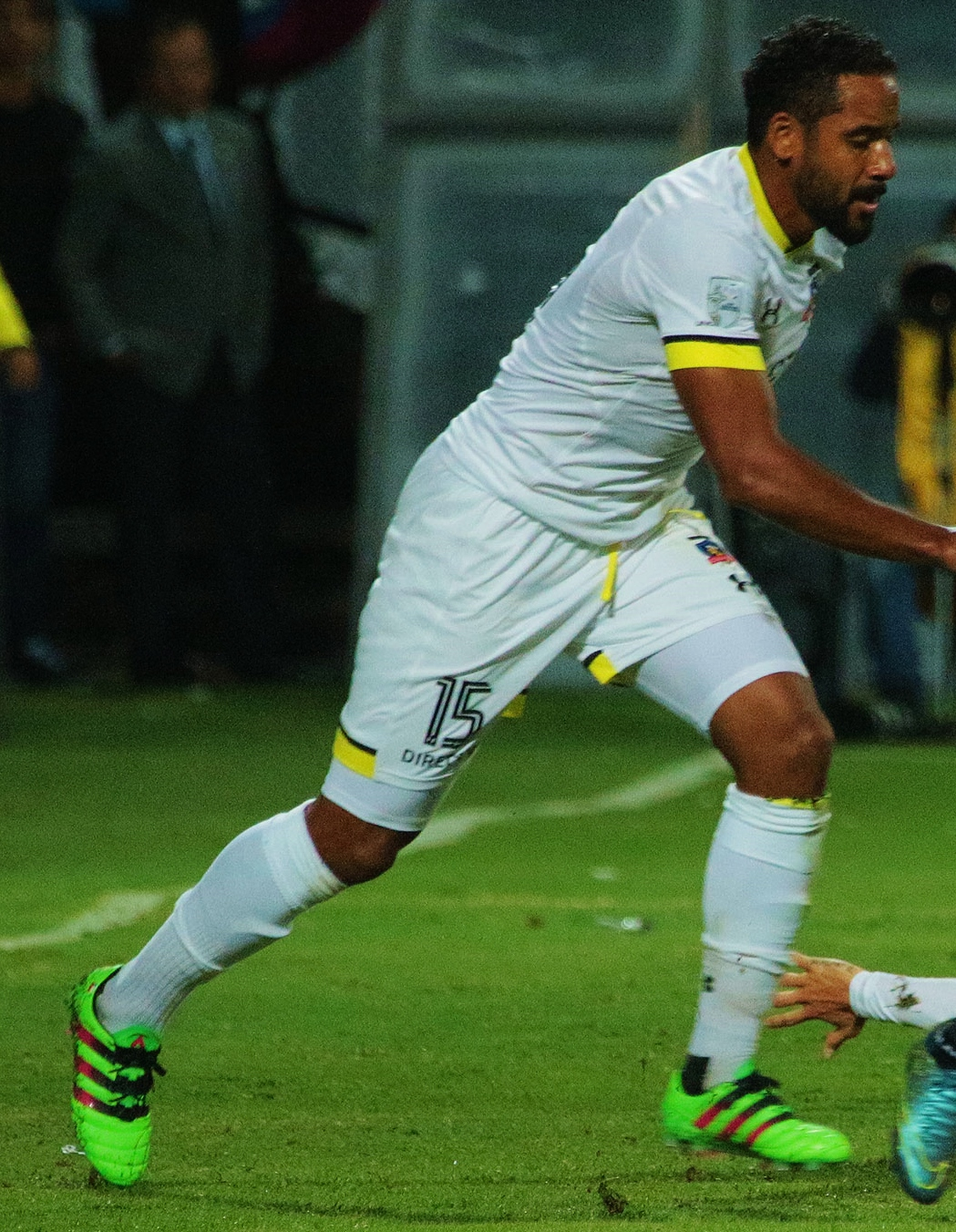
Beausejour durante la Copa Libertadores 2016.

Para la temporada 2015-16 bajo el mando del nuevo entrenador José Luis Sierra, Beausejour regresó a su posición original de extremo izquierdo. En su primer partido de la temporada el 11 de julio, Beausejour marcó su primer gol de la temporada en el triunfo 4-2 sobre Ñublense por el Grupo 7 de la Copa Chile 2015. El 15 de septiembre, marcó su séptimo gol como jugador albo, el primero en el Apertura 2015, en una victoria por 3-1 en casa sobre Unión La Calera que extendió el comienzo perfecto de su equipo a seis triunfos consecutivos en liga. Marcó su segundo gol en superclásicos cuando abrió el marcador al minuto 35 con un cabezazo tras un tiro libre de Emiliano Vecchio en la victoria 2-0 de Colo-Colo sobre la Universidad de Chile el 31 de octubre.
El 2 de diciembre se jugó la final de la Copa Chile 2015 en la que Colo-Colo enfrentó a su archirrival la Universidad de Chile en el Estadio La Portada de La Serena, los azules comenzaron abriendo la cuenta con un golazo de Mathías Corujo al minuto 25 y luego al minuto 90+3' Luis Pedro Figueroa de rebote puso el 1-1 final por lo que se irían a penales donde la U se consagraría campeón por 5-3 tras la ejecución de Johnny Herrera. El 6 de diciembre, finalmente ganaron un nuevo torneo nacional bajando su estrella 31 en circunstancias lamentables: su rival al título la Universidad Católica perdió por la cuenta mínima ante Audax Italiano, mientras que Colo-Colo debía jugar con Santiago Wanderers en Valparaíso, pero fue suspendido antes de comenzar debido a incidentes violentos por parte de sus propias hinchadas.
El 23 de enero de 2016 marcó su noveno gol como jugador albo, en la goleada de visitante por 3-0 contra Audax Italiano. El 20 de marzo se jugó una versión del superclásico por la undécima fecha del Clausura 2016 en donde albos y azules empataron 0-0 en un aburrido partido con el Estadio Nacional como protagonista, para recalcar Beausejour sería expulsado al minuto 75 tras recibir doble amarilla. Por la Copa Libertadores 2016 quedaron eliminados por segundo año consecutivo en fase de grupos tras empatar 0-0 en la última fecha con Independiente del Valle en el Estadio Monumentalf. Por el Clausura 2016 acabaron en el segundo lugar tras vencer ajustadamente 2-1 a Santiago Wanderers.
Luego de una polémica salida de José Luis Sierra de la banca de Colo-Colo, sumado a su frustrado traspaso a Boca Juniors y diferencias con el presidente Aníbal Mosa, toma la decisión de aceptar la oferta de la Universidad de Chile para integrarse al proyecto de Sebastián Beccacece, pagando una cláusula de salida a Colo-Colo por 2,5 millones de dólares, y firmando un contrato por dos años con cláusula de salida por 2 millones de dólares. Su partida fue un golpe duro para la hinchada alba, pero un negocio redondo para la regencia encabezada por Aníbal Mosa.

### Universidad de Chile (2016-2020)
El 17 de julio de 2016, se confirmó la llegada de Beausejour al cuadro universitario laico por 2,5 millones de dólares convirtiéndose en el fichaje más caro del fútbol chileno. Siendo presentando una semana después el 25 de julio firmando un contrato por dos años con un sueldo de 30 millones de pesos al mes, siendo uno de los mejores pagados del fútbol chileno.

#### Temporada 2016-17
Hizo su debut con la camiseta azul unos días después el 30 de julio contra Santiago Wanderers por el debut en el Apertura 2016 y en un bajo partido de los azules cayeron por la cuenta mínima en Valparaíso con gol de Javier Parraguez. El 15 de septiembre disputaron la Supercopa de Chile 2016 contra su clásico rival la Universidad Católica en el Estadio Municipal de Concepción donde los dirigidos por Sebastián Beccacece terminarían cayendo 2-1. No arrancó bien en los azules, ya que su equipo pasaba por un mal momento y su fichaje sería muy criticado, su equipo quedó séptimo en el Torneo de Apertura 2016 mostrando irregularidad en los 12 partidos que disputó por la liga local.
El 5 de mayo de 2017 anotó su primer gol por la "U" en el duelo ante Cobresal por la Fecha 13 del Torneo de Clausura, fue al minuto 12 tras gran combinación con Felipe Mora, quien dejó solo al volante en el área y con un zurdazo decretó el 2-0 parcial tras batir a Sebastián Cuerdo, luego Matías Rodríguez y Mora nuevamente decretaron el 4-0 final. 15 días después, el 20 de mayo se coronaron campeones del Clausura 2017, festejando así su primer título con la camiseta azul, tras batir por la cuenta mínima a San Luis de Quillota con solitario gol de Felipe Mora en el Estadio Nacional Julio Martínez Pradanos, el gol de la estrella 18 fue al minuto 21 tras un centro de Beausejour, que cabezeo Mora y el meta Cano a medias despejó y en el rebote Mora solo tuvo que empujarla para anotar el único gol del partido.
Luego de un muy mal primer semestre con los azules, "palmatoria" tendría su revancha coronándose campeón del Clausura 2017 en un equipo que fue de menos a más entendiendo poco a poco el funcionamiento del nuevo entrenador Ángel Guillermo Hoyos, Jean estuvo entre las figuras del título junto a Lorenzo Reyes. Johnny Herrera, Gustavo Lorenzetti y Felipe Mora (con quien hizo una gran asociación) jugando 14 duelos.

#### Temporada 2017
Para el segundo semestre de 2017 llegaron a la final de la Copa Chile donde cayeron sorpresivamente ante Santiago Wanderers por 1-3 en Concepción y quedaron en el tercer lugar del Torneo de Transición tras vencer de local por la cuenta mínima a Deportes Iquique.

#### Temporada 2018

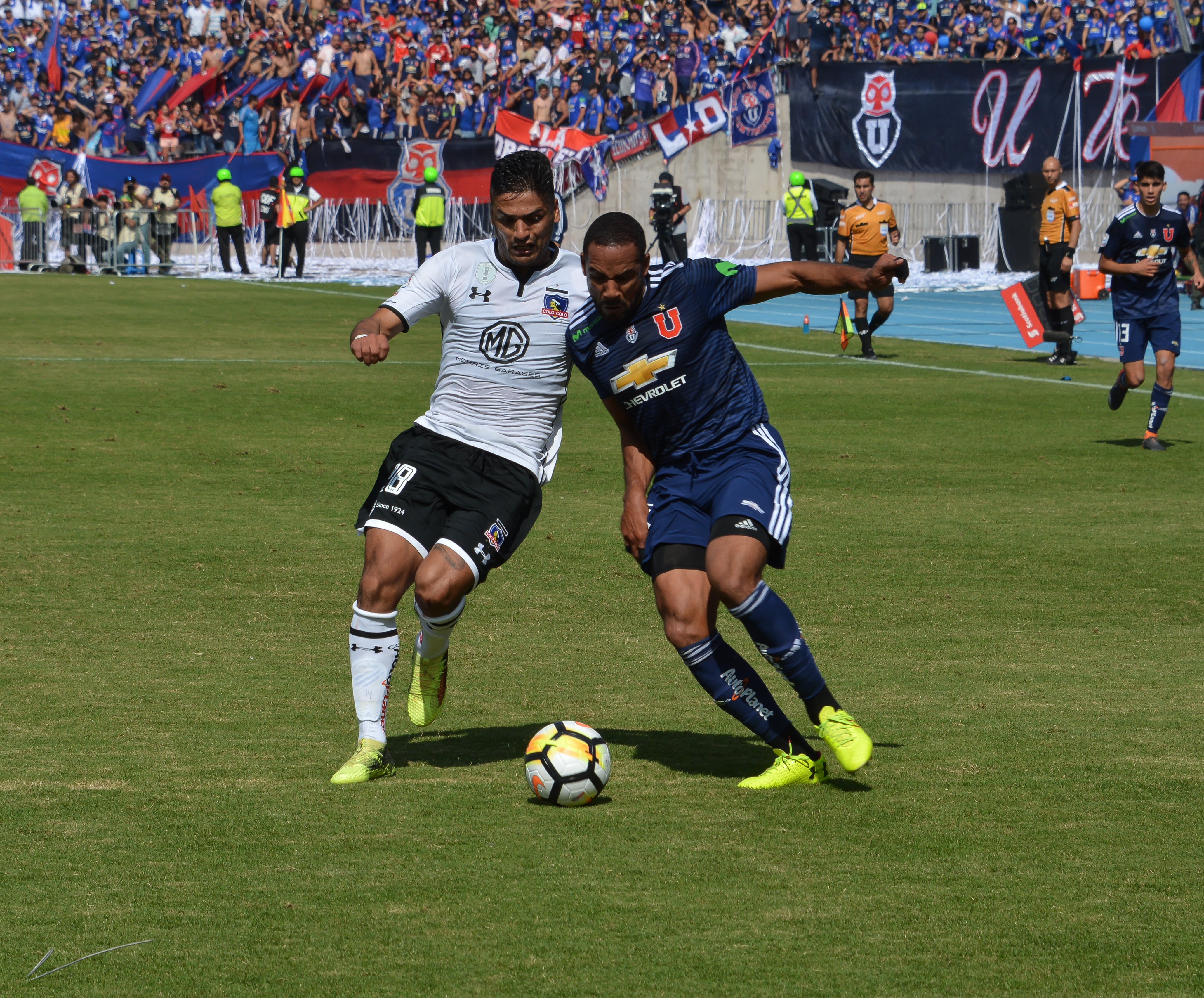
Beausejour luchando un balón con Felipe Campos durante el superclásico entre la U y Colo-Colo en abril de 2018.

El 13 de marzo de 2018 tras un saque de banda al minuto 78 de Beausejour, que recepciono Ángelo Araos en el área y tras aguantar la marca definió de gran manera marcando el único tanto en el heroico triunfo de la U en tierras brasileñas por el Grupo E de la Copa Libertadores. El 15 de abril tendría un superclásico para el olvido, los azules enfrentaban a Colo-Colo por la novena fecha del Torneo Nacional, el cuadro azul empezaría ganando con gol de Pinilla al minuto 5', luego a los 33 y 48 Paredes dio vuelta el marcador a favor de los albos y al minuto 59 Beausejour se fue expulsado por doble amarilla tras un codazo a Claudio Baeza, luego tendría una fuerte discusión con Pinilla en medio de la cancha, tirándose cabezazos, se fue descontrolado rumbo a las duchas, posteriormente recibió 2 fechas de sanción.
Fue participé de la histórica derrota de la U en Copa Libertadores por 7-0 contra Cruzeiro en Brasil y serían eliminados del certamen tras perder 1-2 contra Vasco da Gama de local. Marcó su segundo gol como jugador azul en la goleada 4-1 sobre Deportes La Serena por la Copa Chile 2018, y por cuartos de final dio una notable asistencia al minuto 90+4' a Ángelo Araos para decretar el 3-2 final sobre Cobreloa en el Estadio Zorros del Desierto y clasificar a semifinales.
Fue muy aplaudido tras esa asistencia debido a que se encontraba lesionado de la rodilla, y tras ese partido fue baja por 4 meses, regresando justo para jugar los últimos 4 de 5 partidos del torneo nacional 2018 contra Everton (2-0), San Luis (2-1), Iquique (0-0), Curicó (2-1). Quedando terceros con 57 puntos en 30 fechas, a cuatro del campeón Universidad Católica. Pone fin a su contrato con la Universidad de Chile en febrero del 2021, club en el cual recibió fuertes críticas de la hinchada azul a pesar de algunas buenas actuaciones, dado que nunca tuvo el rendimiento alcanzado en Colo-Colo en los años 2014 al 2016, donde fue una de sus principales figuras y se lo reconocía por su entrega y dinamismo.

### Coquimbo Unido y retiro (2021)
Posteriormente firmó contrato con Coquimbo Unido para la temporada 2021, equipo de la primera B del fútbol de Chile, en un ambicioso plan para retornar a la primera división en el cual se reencontró con Esteban Paredes, Carlos Carmona y su ex DT en Colo-Colo Héctor Tapia logrando ser campeón y el ascenso con el cuadro pirata.
Aunque recibió una oferta de Coquimbo para continuar jugando en el equipo, Beausejour anunció en enero de 2022 su retiro del fútbol profesional para centrarse en sus estudios de director técnico.

### Actividad tras el retiro
En febrero de 2022, tras anunciar su retiro, se incorporó como comentarista en ESPN Chile. En marzo se sumó al equipo de ADN Deportes de Radio ADN, que abandonó el 7 de agosto de 2024.

## Selección nacional

### Selecciones menores
Jean Beausejour nunca jugó por las selecciones menores de Chile, convirtiéndose así en el séptimo jugador chileno en hacer un gol en las eliminatorias y nunca jugar en las divisiones menores. Uniéndose así a Carlos Caszely, entre otros. Con la Selección Sub-23 jugó el Preolímpico de 2004 para los Juegos Olímpicos de Atenas junto a jugadores como Jorge Valdivia, Mark González, Claudio Bravo y Rodrigo Millar. Sin embargo, la selección olímpica no pudo clasificarse a los JJ. OO. terminando en el último lugar de la fase final con 1 punto. En dicha competición marcó tres goles: uno contra Paraguay (2-2) en la victoria de Chile por 3-2, y en el empate 1-1 ante Brasil, siendo la figura del partido, y en la fase final en la igualdad 2-2 contra Argentina siendo ese el único punto que sacó Chile en la fase final.

#### Participaciones en Preolímpicos
| Torneo                           | Sede  | Resultado  | PJ | Goles | Asis. |
| -------------------------------- | ----- | ---------- | -- | ----- | ----- |
| Preolímpico Sub-23 de Chile 2004 | Chile | Fase Final | 7  | 3     | 0     |

#### Detalles de partidos
| 1     | 7 de enero de 2004  | Estadio Municipal de Concepción, Concepción, Chile | Chile      | 3-0 | Uruguay   |     |  | 61' por Mark González        | Torneo Preolímpico Sub-23 de 2004 |
| 2     | 9 de enero de 2004  | Estadio Municipal de Concepción, Concepción, Chile | Chile      | 3-0 | Venezuela |     |  | 58' por Joel Soto            | Torneo Preolímpico Sub-23 de 2004 |
| 3     | 13 de enero de 2004 | Estadio Municipal de Concepción, Concepción, Chile | Chile      | 3-2 | Paraguay  | 75' |  | 55' por Rodrigo Millar       | Torneo Preolímpico Sub-23 de 2004 |
| 4     | 15 de enero de 2004 | Estadio Municipal de Concepción, Concepción, Chile | Chile      | 1-1 | Brasil    | 63' |  | 24' por Jose Luis Villanueva | Torneo Preolímpico Sub-23 de 2004 |
| 5     | 21 de enero de 2004 | Estadio Playa Ancha, Valparaíso, Chile             | Chile      | 1-2 | Paraguay  |     |  |                              | Torneo Preolímpico Sub-23 de 2004 |
| 6     | 23 de enero de 2004 | Estadio Sausalito, Viña del Mar, Chile             | Chile      | 1-3 | Brasil    |     |  |                              | Torneo Preolímpico Sub-23 de 2004 |
| 7     | 25 de enero de 2004 | Estadio Sausalito, Viña del Mar, Chile             | Chile      | 2-2 | Argentina | 61' |  |                              | Torneo Preolímpico Sub-23 de 2004 |
| Total | Total               | Total                                              | Presencias | 7   | Goles     | 3   |  |                              |                                   |

### Selección adulta

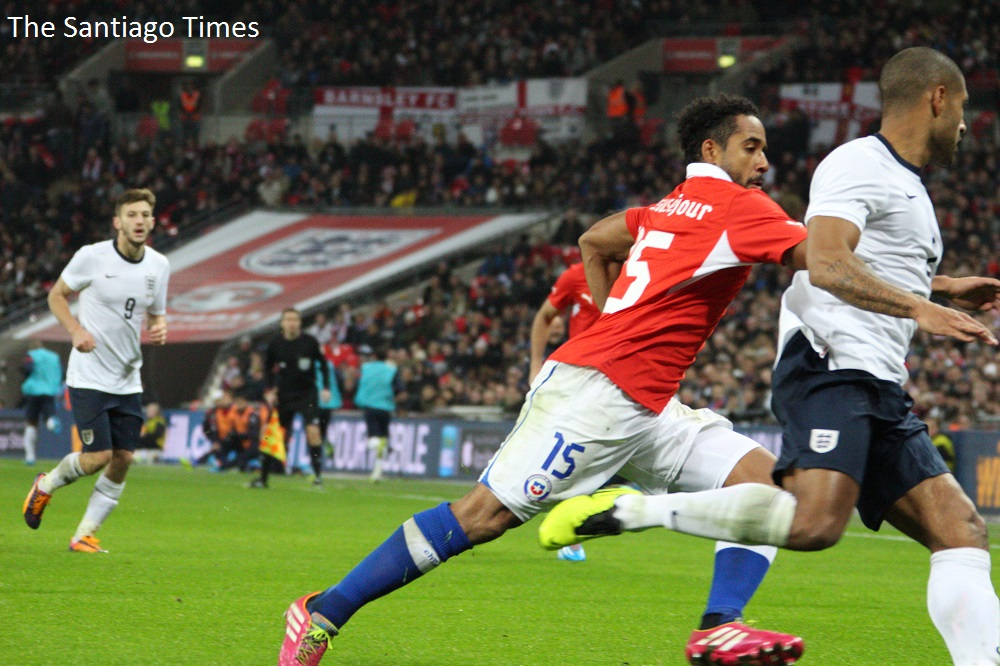
Jean Beausejour en el partido contra Inglaterra en Wembley en noviembre de 2013 en el histórico triunfo por 2-0 de La Roja.

Debutó en la selección adulta el 18 de febrero del 2004, en un encuentro amistoso versus México (1-1) siendo titular todo el encuentro en el Home Depot Center en Estados Unidos, con una edad de 19 años, 8 meses y 17 días. Asistió también a Reinaldo Navia.
Regresó a la selección nacional un poquito más de 3 años después de su último llamado en enero de 2008 bajo el mando de Marcelo Bielsa en una gira de la selección en Asia, jugó los 90 minutos en la igualdad 0-0 con Japón en Tokio y el triunfo por la cuenta mínima sobre Corea del Sur en Seúl.
El 29 de marzo de 2011 en una gira por Holanda, Beausejour convirtió su tercer gol por Chile y segundo de La Roja en aquella tarde en el triunfo 2-0 sobre Colombia en un amistoso, el 14 de agosto de 2013 marcó su único doblete por la selección en la goleada 6-0 sobre Irak en Dinamarca. Tras la llegada de Jorge Sampaoli, comenzó a jugar como lateral o volante por la izquierda, a diferencia de los anteriores procesos donde jugó como extremo por la izquierda, dejando de pelear el puesto con Mark González.
Tras la obtención de las Copas América de 2015 y 2016, Chile fue invitado para jugar un nuevo torneo amistoso llamado China Cup donde justamente Bose fue el capitán del equipo. En un minitorneo de 2 partidos debutaron el 11 de enero de 2017 contra Croacia en Guangxi Sports Center Stadium y tras igualar 1-1 en los 90 se fueron a penales donde Chile saldría ganador por 4-1 con un espectacular Cristopher Toselli que tapó 2 penales, Beausejour anotó el tercer penal para Chile con algo de suspenso. El 15 de enero jugaron la final ante Islandia y se consagraron campeones en el continente asiático tras por la cuenta mínima a los Vikingos con anotación de Ángelo Sagal. En ese torneo disputó los 2 partidos donde demostró un buen nivel y levantaría su primer torneo con Chile como capitán y tercero en general.
El 27 de marzo de 2018, llegó a 100 partidos oficiales por la Roja y junto con Arturo Vidal se convirtieron el sexto y séptimo jugador en hacer su centésima aparición con Chile, en el empate 0-0 con Dinamarca disputado en Aalborg, fue titular y salió al minuto 63' por Miiko Albornoz.

### Mundiales

#### Copa Mundial 2010

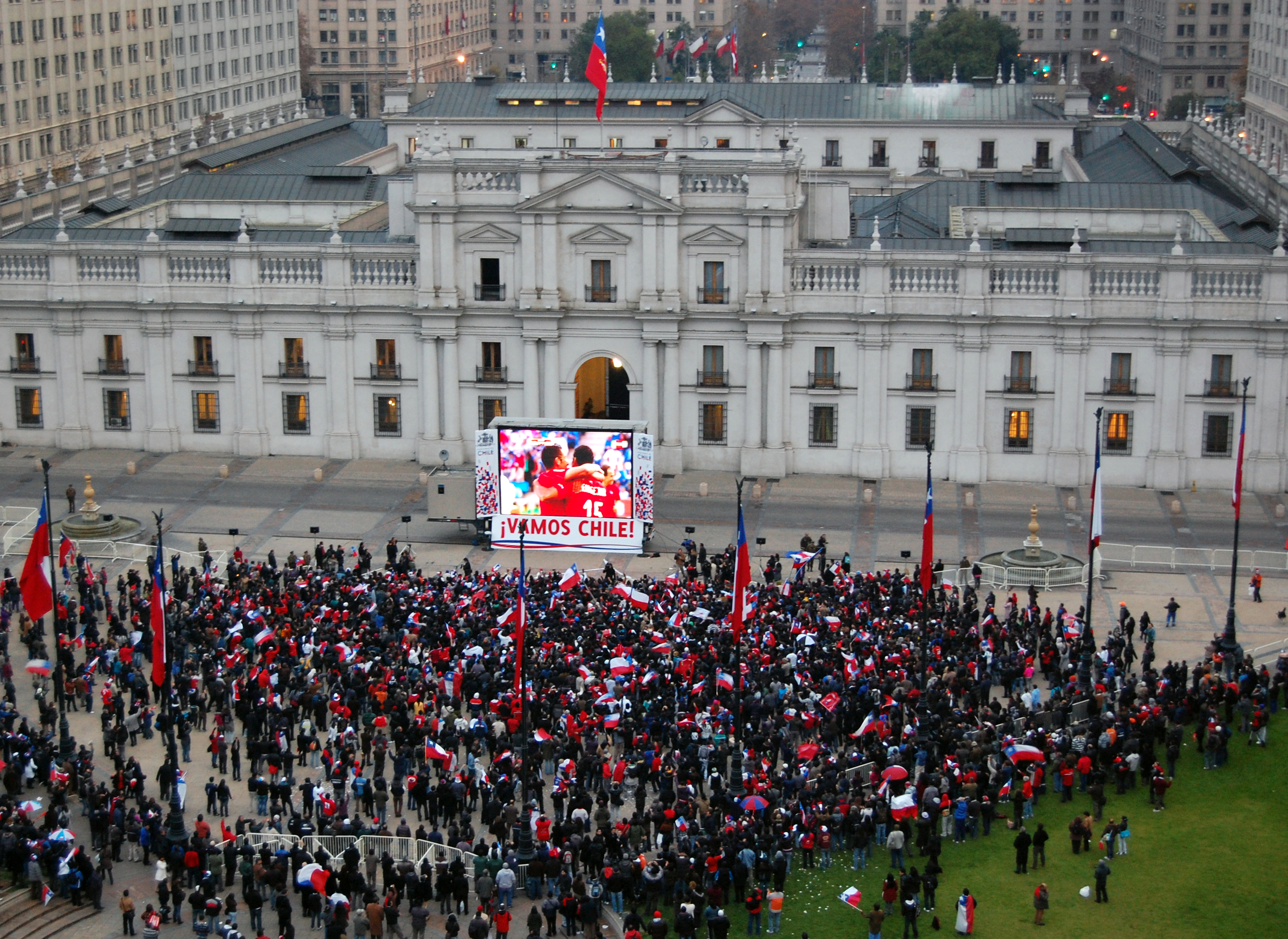
Chilenos celebrando el gol de Jean Beausejour en el partido entre Honduras y Chile en la Copa Mundial de Fútbol de 2010.

Tras su gran nivel que mostró en las Eliminatorias, Marcelo Bielsa lo nominó en la lista final de 23 jugadores que disputarán el Mundial de Sudáfrica 2010. El 16 de junio debutaron contra Honduras por el Grupo H y ganarían por la cuenta mínima con tanto de Beausejour al minuto 34, , siendo elegido como el "jugador del partido" por la Fifa. Su gol marcó la primera victoria chilena en una Copa Mundial de fútbol en 48 años, desde que fueron locales en 1962.
Luego ganaron a Suiza otra vez por 1-0 y cayeron por 1-2 con España finalizando segundo la fase de grupos y clasificando a octavos de final donde se vieron las caras con el pentacampeón del mundo Brasil siendo eliminados por 3-0. Beausejour jugó los 4 partidos de Chile en el Mundial de Sudáfrica 2010 anotando 1 gol.

#### Copa Mundial 2014
En el primer partido de Chile en el Mundial de Brasil 2014 contra Australia, ingresó al minuto 68 por Jorge Valdivia y sobre el epílogo al minuto 90+3' anotó el tercer tanto definitivo con el que Chile venció a los oceánicos por 3 goles a 1. Se convirtió de paso, en el único jugador chileno que ha marcado en dos mundiales seguidos. Luego lograron un histórico triunfo 2-0 sobre el actual campeón del mundo España, donde Beausejour no jugó y después en el tercer partido del Grupo B perdieron contra Holanda por 2-0 quedando en el segundo puesto, Beausejour ingresó en el entretiempo por Felipe Gutiérrez y no sería gravitante en el duelo.
En octavos de final se enfrentaron al anfitrión Brasil y quedaron eliminados nuevamente, aunque ha diferencia de Sudáfrica, Chile dio mucha más pelea y tras igualar 1-1 en los 120, en penales la verdeamarela se impuso por un ajustado 3-2. En este Mundial solo jugó 2 partidos y nuevamente anotó 1 gol con el que se metió en la historia de Chile al convertirse en el primer chileno en anotar en dos mundiales diferentes.

### Copas América

#### Copa América 2011
Debutaron en la Copa América 2011 con un ajustado triunfo 2-1 sobre México, luego en el segundo partido empataron 1-1 con Uruguay y Beausejour influyó en el gol chileno al darle el pase gol a Alexis Sánchez al minuto 65 y en la última jornada vencieron por la cuenta mínima a Perú con autogol de André Carrillo sobre el final y así quedaron líderes del Grupo C con 7 puntos, lo malo de ese partido sería que Beausejour fue expulsado con roja directa junto a Giancarlo Carmona al minuto 61 quedando suspendido para el próximo duelo. En cuartos de final jugaron con Venezuela y cayeron por un sorpresivo 1-2.

#### Copa América 2015

Beausejour conformó la alineación de que le dio su primer título oficial en 99 años.

Tras su gran nivel mostrado en Colo Colo fue nominado por Jorge Sampaoli para la Copa América 2015. Chile debutó con el pie derecho al vencer 2-0 a Ecuador con goles de Arturo Vidal (de penal) y Eduardo Vargas, Bose fue titular y saldría en el entretiempo por Vargas jugando un discreto partido, después ingresó en los minutos finales por Miiko Albornoz en la igualdad 3-3 sobre México. Nuevamente volvió a ser titular en la última fecha del Grupo A contra Bolivia, esta vez a diferencia del primer partido en el que jugó como extremo ahora jugó como lateral izquierdo en la goleada de La Roja por 5-0 así Chile terminó como líder en su grupo con 7 puntos.
Vencieron a Uruguay y Perú en cuartos de final y semifinal respectivamente donde el volante fue alternativa. El 4 de julio de 2015 se jugó la final del certamen continental contra la Argentina de Lionel Messi en el Estadio Nacional Julio Martínez Prádanos y tras 120 minutos de un disputado partido que terminó igualado 0-0, y en penales Chile salió Campeón de América por primera vez en su historia al vencer 4-1 tras la ejecución de Alexis Sánchez.

#### Copa América Centenario

Jean Beausejour conformó la alineación que consagró a por primera vez como Bicampeón de América.

Al año siguiente se jugó la Copa América Centenario y junto a sus compañeros repitieron el éxito del año pasado y lograron un histórico bicampeonato. Nuevamente jugó los 120 completos de la Final contra Argentina, esta vez en el MetLife Stadium de Nueva Jersey y que nuevamente terminó sin goles. Esta vez, si ejecutó un penal y convirtió el cuarto penal para el 3-2 de Chile arriba momentáneamente, después Claudio Bravo le atajó el penal a Lucas Biglia y finalmente Francisco Silva convirtió el 4-2 final. Juntos con siete de sus compañeros, Beausejour quedó en el 11 ideal del torneo centenario.
En esta Copa "Bose" jugó todos los partidos siendo vital en la final donde vencieron a Argentina, en su primer partido jugó como extremo izquierdo pero tras la lesión de Eugenio Mena jugó los 5 partidos siguientes como lateral por la banda izquierda.

#### Copa Confederaciones 2017

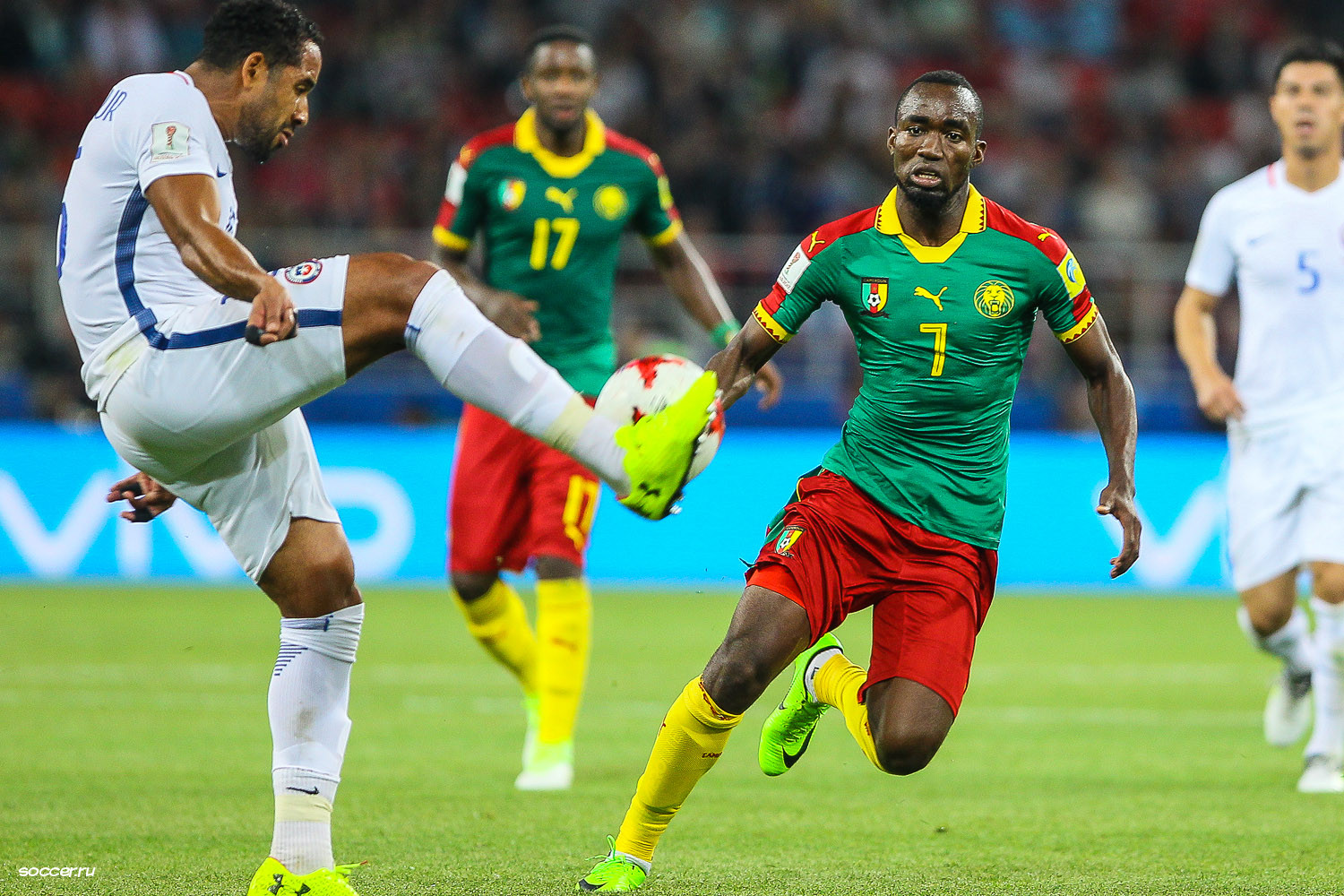
Jean Beausejour en el duelo contra Camerún por el primer partido de La Roja en la Copa Confederaciones 2017.

El título de 2015 clasificó a Chile para la Copa Confederaciones 2017, y ese mismo año tras su gran nivel en la U, fue nominado para disputar el torneo intercontinental. Disputó los dos primeros partidos del Grupo B y fue reserva en el tercero. Regresó a la titularidad para la semifinal contra Portugal, en la que Chile venció 3-0 en los penaltis contra notable actuación de Claudio Bravo en el Kazán Arena, y así avanzó a la final que perdieron 0-1 frente a Alemania.
Jugó 4 de 5 partidos en el torneo y al igual que en los demás torneos mostró un gran nivel a pesar de que Chile terminó como subcampeón.

#### Copa América 2019
A pesar de sus complicaciones físicas y bajo nivel en la U en el último tiempo, fue llamado por Reinaldo Rueda para la Copa América 2019 en Brasil donde su selección defendía bicampeonato. Disputó los dos primeros partidos del Grupo C y fue reserva en el tercero. Regresó a la titularidad para los cuartos de final contra Colombia en el Arena Corinthians y tras igualar 0-0, Chile clasificaría a su terceras semifinales consecutivas en Copa América por 5-4 en penales tras la conversión de Alexis Sánchez. El 3 de julio jugaron la semifinal contra Perú en el Arena do Grêmio y fueron derrotados por un categórico 3-0, tras esto Beausejour anunció su retiro de la selección chilena. Tres días después, el 6 de julio disputaron el partido por el tercer puesto contra Argentina en el Arena Corinthians y nuevamente perdieron por 2-1.
Jugó 5 de 6 partidos en la Copa América 2019 y a diferencia de torneos anteriores no fue desequilibrante en ningún encuentro.

### Clasificatorias

#### Clasificatorias Alemania 2006
Fue convocado a fines de 2004 a la Clasificación para el Mundial de Fútbol de 2006, donde jugó solo un partido, ante su similar de Ecuador en Quito ingresando en el entretiempo por Fernando Martel, partido donde perdió 2 a 0. En las clasificatorias Chile quedó 7° y no clasificó al mundial.

#### Clasificatorias Sudáfrica 2010
Desempeñó un buen papel para los duelos clasificatorios contra Bolivia y Venezuela en agosto del 2008. Chile jugó contra Bolivia en La Paz y contra Venezuela en Puerto La Cruz, donde la selección ganó por 2-0 y 3-2, en ambos partidos Jean fue titular. También jugó ante Brasil (derrota 0-3) y fue nominado ante Colombia (victoria 4-0), además jugó un gran partido en el histórico triunfo por 1-0 de Chile sobre Argentina en el Estadio Nacional en el cual se le conoció un papel más defensivo jugado de centrocampista. Faltando cinco fechas para el término de las eliminatorias, lograron un histórico triunfo sobre Paraguay en el Defensores del Chaco y Jean asistiendo a Humberto Suazo para que el delantero marqué el 2-0 final, así volvieron a ganarle a los Guanaries tras 28 años de visita por eliminatorias.
El 10 de junio de 2009 marcó su primer gol por la selección adulta en un partido disputado en el estadio nacional, frente a Bolivia, luego de cabecear un buen centro de parte de Matías Fernández. Este partido, válido por las clasificatorias sudamericanas, acabaría con victoria para el equipo chileno por 4-0 sobre el conjunto altiplánico, quedando momentáneamente como punteros de la tabla de clasificaciones. En la antepenúltima fecha vencieron 4-2 a Colombia en Medellín para clasificarse aun mundial luego de 12 años. Beausejour demostró un gran nivel en las eliminatorias rumbo a Sudáfrica jugando 12 partidos (11 como titular) y marcando 1 gol.

#### Clasificatorias Brasil 2014
El 9 de noviembre del 2011 fue desafectado de la Selección por el entrenador Claudio Borghi, junto a sus compañeros Jorge Valdivia, Arturo Vidal, Gonzalo Jara y Carlos Carmona, debido a que se presentaron con 45 minutos de retraso y con hálito alcohólico a la práctica del equipo, que se preparaba para enfrentar a la Selección de Uruguay dos días más tarde. Debido a esto la ANFP decidió castigarlos con diez partidos de sanción. Luego de pedir disculpas públicas y cumplir su castigo, en octubre de 2012 regresó a la selección después de un año, siendo nominado para el partido clasificatorio frente a Ecuador con una derrota 3-1 en Quito. Después de que Borghi fuera destituido fue reemplazado por Jorge Sampaoli, exentrenador de Beausejour en O'Higgins, así jugó la mayor parte restante del proceso de clasificación para la Copa Mundial de 2014, junto con Valdivia, quien regresó a la selección chilena en marzo de 2013.
En la Fecha 14 de las eliminatorias, ingresó al minuto 75 por Eugenio Mena cuando Chile vencía sufridamente por 2-1 a Bolivia en el Estadio Nacional y al minuto 90+3' metió un centro al área que terminó cabeceando Arturo Vidal para el 3-1 final y lograr un triunfo clave para clasificar. Finalmente Chile firmó la clasificación a Brasil 2014 tras vencer 2-1 a Ecuador en la última fecha en el Estadio Nacional, Beausejour ingresó en los minutos finales de partido por Jorge Valdivia. Jugó 10 partidos en esa clasificatoria, solo 6 como titular y estuvo 518 minutos en el campo de juego.

#### Clasificatorias Rusia 2018
Comenzaron el proceso clasificatorio rumbo a Rusia 2018 el 8 de octubre de 2015 contra Brasil en el Estadio Nacional, La Roja empezó con pie derecho las clasificatorias y volvió a derrotar a los pentacampeones del mundo después después de 15 años por 2-0 con goles de Eduardo Vargas y Alexis Sánchez.
En septiembre y octubre de 2016 no jugó ni ante Paraguay, Bolivia ni Ecuador por lesión, justo Chile perdió esos tres partidos y se complicó en el tema de clasificarse al mundial. Regresó en la fecha 10 contra Perú y en un partido clave Chile lograría ganar por un esforzado 2-1 con gran actuación de Arturo Vidal que marcó los 2 goles. En la 12° fecha fue vital en el triunfo de local 3-1 sobre Uruguay ya que aportó 2 asistencias en el triunfo chileno, la primera en los descuentos del primer tiempo cuando Chile iba cayendo 0-1 ante los charrúas fue tras desbordar por izquierda y habilitar a Eduardo Vargas para marcar el 1-1 parcial, y al 59' de partido tras un saque lateral habilitó a Alexis Sánchez para el 2-1.
El 10 de octubre de 2017 se jugó la última clasificatoria y Chile cayó por un inapelable 3-0 contra Brasil en el Allianz Parque de Sao Paulo, quedando eliminado de Rusia 2018. Jugó 13 partido en las Clasificatorias Rusia 2018 dio 3 asistencias (1,105 min en cancha), dejando de ser desequilibrante en los últimos partidos.

#### Clasificatorias Catar 2022
Pese a haber anunciado su retiro de la selección chilena durante la Copa América 2019, el día 6 de noviembre de 2020 fue incluido en la nómina dada a conocer por la ANFP para disputar los partidos eliminatorios frente a Perú y Venezuela.

#### Participaciones en Copas del Mundo
| Mundial                        | Sede      | Resultado        | PJ | Goles | Asis. |
| ------------------------------ | --------- | ---------------- | -- | ----- | ----- |
| Copa Mundial de Fútbol de 2010 | Sudáfrica | Octavos de final | 4  | 1     | 0     |
| Copa Mundial de Fútbol de 2014 | Brasil    | Octavos de final | 2  | 1     | 0     |

#### Participaciones en Copas FIFA Confederaciones
| Torneo                         | Sede  | Resultado  | PJ | Goles | Asis. |
| ------------------------------ | ----- | ---------- | -- | ----- | ----- |
| Copa FIFA Confederaciones 2017 | Rusia | Subcampeón | 4  | 0     | 0     |

#### Participaciones en Copa América
| Torneo                  | Sede           | Resultado        | PJ | Goles | Asis. |
| ----------------------- | -------------- | ---------------- | -- | ----- | ----- |
| Copa América 2011       | Argentina      | Cuartos de final | 3  | 0     | 1     |
| Copa América 2015       | Chile          | Campeón          | 4  | 0     | 0     |
| Copa América Centenario | Estados Unidos | Campeón          | 6  | 0     | 1     |
| Copa América 2019       | Brasil         | Cuarto lugar     | 5  | 0     | 0     |

#### Participaciones en la China Cup
| Torneo         | Sede  | Resultado | PJ | Goles | Asis. |
| -------------- | ----- | --------- | -- | ----- | ----- |
| China Cup 2017 | China | Campeón   | 2  | 0     | 0     |

#### Participaciones en Clasificatorias a Copas del Mundo
| Eliminatorias                | País      | Resultado   | Posición | Partidos | Goles | Asis. |
| ---------------------------- | --------- | ----------- | -------- | -------- | ----- | ----- |
| Eliminatorias Alemania 2006  | Alemania  | Eliminado   | 7º       | 1        | 0     | 0     |
| Eliminatorias Sudáfrica 2010 | Sudáfrica | Clasificado | 2º       | 12       | 1     | 2     |
| Eliminatorias Brasil 2014    | Brasil    | Clasificado | 3º       | 10       | 0     | 2     |
| Eliminatorias Rusia 2018     | Rusia     | Eliminado   | 6º       | 13       | 0     | 3     |
| Eliminatorias Catar 2022     | Catar     | Eliminado   | 7º       | 2        | 0     | 0     |

### Partidos internacionales
Actualizado de acuerdo al último partido jugado el 13 de noviembre de 2020.
| 1     | 18 de febrero de 2004    | Home Depot Center, Carson, Estados Unidos                                   | México        | 1-1      | Chile        |           | 45+1' a Reinaldo Navia                       | 46' por Mauricio Pinilla      |         |       | Juvenal Olmos      | Amistoso                         |
| 2     | 29 de abril de 2004      | Estadio Regional de Antofagasta, Antofagasta, Chile                         | Chile         | 1-1      | Perú         |           |                                              | 77' por Luis Antonio Jiménez  |         |       | Juvenal Olmos      | Amistoso                         |
| 3     | 10 de octubre de 2004    | Estadio Olímpico Atahualpa, Quito, Ecuador                                  | Ecuador       | 2-0      | Chile        |           |                                              | 46' por Fernando Martel       |         |       | Juvenal Olmos      | Clasificatorias a Alemania 2006  |
| 4     | 26 de enero de 2008      | Estadio Olímpico de Tokio, Tokio, Japón                                     | Japón         | 0-0      | Chile        |           |                                              |                               |         |       | Marcelo Bielsa     | Amistoso                         |
| 5     | 30 de enero de 2008      | Estadio Mundialista de Seúl, Seúl, Corea del Sur                            | Corea del Sur | 0-1      | Chile        |           |                                              |                               |         |       | Marcelo Bielsa     | Amistoso                         |
| 6     | 4 de junio de 2008       | Estadio El Teniente, Rancagua, Chile                                        | Chile         | 2-0      | Guatemala    |           |                                              | 46' por Mark González         |         |       | Marcelo Bielsa     | Amistoso                         |
| 7     | 7 de junio de 2008       | Estadio Regional Chiledeportes, Valparaíso, Chile                           | Chile         | 0-0      | Panamá       |           |                                              |                               |         |       | Marcelo Bielsa     | Amistoso                         |
| 8     | 15 de junio de 2008      | Estadio Hernando Siles, La Paz, Bolivia                                     | Bolivia       | 0-2      | Chile        |           |                                              | 58' por Mark González         |         |       | Marcelo Bielsa     | Clasificatorias a Sudáfrica 2010 |
| 9     | 19 de junio de 2008      | Estadio Olímpico General José Antonio Anzoátegui, Puerto La Cruz, Venezuela | Venezuela     | 2-3      | Chile        |           |                                              | 59' por Mark González         |         |       | Marcelo Bielsa     | Clasificatorias a Sudáfrica 2010 |
| 10    | 20 de agosto de 2008     | Estadio İsmetpaşa, İzmit, Turquía                                           | Turquía       | 1-0      | Chile        |           |                                              | 76' por Carlos Carmona        |         |       | Marcelo Bielsa     | Amistoso                         |
| 11    | 7 de septiembre de 2008  | Estadio Nacional Julio Martínez Prádanos, Santiago, Chile                   | Chile         | 0-3      | Brasil       |           |                                              | 46' por Mark González         |         | 51'   | Marcelo Bielsa     | Clasificatorias a Sudáfrica 2010 |
| 12    | 15 de octubre de 2008    | Estadio Nacional Julio Martínez Prádanos, Santiago, Chile                   | Chile         | 1-0      | Argentina    |           |                                              |                               |         |       | Marcelo Bielsa     | Clasificatorias a Sudáfrica 2010 |
| 13    | 29 de marzo de 2009      | Estadio Monumental, Lima, Perú                                              | Perú          | 1-3      | Chile        |           |                                              |                               |         |       | Marcelo Bielsa     | Clasificatorias a Sudáfrica 2010 |
| 14    | 1 de abril de 2009       | Estadio Nacional Julio Martínez Prádanos, Santiago, Chile                   | Chile         | 0-0      | Uruguay      |           |                                              | 38' por Manuel Iturra         |         |       | Marcelo Bielsa     | Clasificatorias a Sudáfrica 2010 |
| 15    | 27 de mayo de 2009       | Estadio Nagai, Osaka, Japón                                                 | Japón         | 4-0      | Chile        |           |                                              |                               |         |       | Marcelo Bielsa     | Copa Kirin                       |
| 16    | 29 de mayo de 2009       | Fukuda Denshi Arena, Chiba, Japón                                           | Bélgica       | 1-1      | Chile        |           |                                              | 46' por Edson Puch            |         |       | Marcelo Bielsa     | Copa Kirin                       |
| 17    | 6 de junio de 2009       | Estadio Defensores del Chaco, Asunción, Paraguay                            | Paraguay      | 0-2      | Chile        |           | 50' a Humberto Suazo                         |                               |         |       | Marcelo Bielsa     | Clasificatorias a Sudáfrica 2010 |
| 18    | 10 de junio de 2009      | Estadio Nacional Julio Martínez Prádanos, Santiago, Chile                   | Chile         | 4-0      | Bolivia      | 43'       |                                              |                               |         |       | Marcelo Bielsa     | Clasificatorias a Sudáfrica 2010 |
| 19    | 12 de agosto de 2009     | Estadio Brøndby, Copenhague, Dinamarca                                      | Dinamarca     | 1-2      | Chile        |           |                                              |                               |         |       | Marcelo Bielsa     | Amistoso                         |
| 20    | 6 de septiembre de 2009  | Estadio Monumental, Santiago, Chile                                         | Chile         | 2-2      | Venezuela    |           |                                              |                               |         |       | Marcelo Bielsa     | Clasificatorias a Sudáfrica 2010 |
| 21    | 10 de septiembre de 2009 | Estádio Roberto Santos, Salvador de Bahía, Brasil                           | Brasil        | 4-2      | Chile        |           | 52' a Humberto Suazo                         |                               |         |       | Marcelo Bielsa     | Clasificatorias a Sudáfrica 2010 |
| 22    | 10 de octubre de 2009    | Estadio Atanasio Girardot, Medellín, Colombia                               | Colombia      | 2-4      | Chile        |           |                                              | 46' por Ismael Fuentes        |         |       | Marcelo Bielsa     | Clasificatorias a Sudáfrica 2010 |
| 23    | 14 de octubre de 2009    | Estadio Monumental, Santiago, Chile                                         | Chile         | 1-0      | Ecuador      |           |                                              | 32' por Esteban Paredes       |         |       | Marcelo Bielsa     | Clasificatorias a Sudáfrica 2010 |
| 24    | 12 de mayo de 2010       | Estadio Azteca, Ciudad de México, México                                    | México        | 1-0      | Chile        |           |                                              | 46' por Jaime Valdés          |         |       | Marcelo Bielsa     | Amistoso                         |
| 25    | 26 de mayo de 2010       | Estadio Municipal de Calama, Calama, Chile                                  | Chile         | 3-0      | Zambia       |           | 85' a Jorge Valdivia                         | 46' por Ismael Fuentes        |         |       | Marcelo Bielsa     | Amistoso                         |
| 26    | 31 de mayo de 2010       | Estadio Alcaldesa Ester Roa Rebolledo, Concepción, Chile                    | Chile         | 3-0      | Israel       |           |                                              |                               |         |       | Marcelo Bielsa     | Amistoso                         |
| 27    | 16 de junio de 2010      | Estadio Mbombela, Nelspruit, Sudáfrica                                      | Honduras      | 0-1      | Chile        | 34'       |                                              |                               |         |       | Marcelo Bielsa     | Copa Mundial de Fútbol 2010      |
| 28    | 21 de junio de 2010      | Nelson Mandela Bay Stadium, Port Elizabeth, Sudáfrica                       | Chile         | 1-0      | Suiza        |           |                                              |                               |         |       | Marcelo Bielsa     | Copa Mundial de Fútbol 2010      |
| 29    | 25 de junio de 2010      | Estadio Loftus Versfeld, Pretoria, Sudáfrica                                | Chile         | 1-2      | España       |           |                                              |                               |         |       | Marcelo Bielsa     | Copa Mundial de Fútbol 2010      |
| 30    | 28 de junio de 2010      | Estadio Ellis Park, Johannesburgo, Sudáfrica                                | Brasil        | 3-0      | Chile        |           |                                              |                               |         |       | Marcelo Bielsa     | Copa Mundial de Fútbol 2010      |
| 31    | 17 de noviembre de 2010  | Estadio Monumental, Santiago, Chile                                         | Chile         | 2-0      | Uruguay      |           |                                              | 76' por Mark González         |         |       | Marcelo Bielsa     | Amistoso                         |
| 32    | 26 de marzo de 2011      | Estádio Dr. Magalhães Pessoa, Leiría, Portugal                              | Portugal      | 1-1      | Chile        |           |                                              | 66' por Gonzalo Fierro        |         |       | Claudio Borghi     | Amistoso                         |
| 33    | 29 de marzo de 2011      | Kyocera Stadion, La Haya, Países Bajos                                      | Chile         | 2-0      | Colombia     | 30'       |                                              | 77' por Cristóbal Jorquera    |         |       | Claudio Borghi     | Amistoso                         |
| 34    | 19 de junio de 2011      | Estadio Monumental, Santiago, Chile                                         | Chile         | 4-0      | Estonia      |           |                                              | 76' por Felipe Gutiérrez      |         |       | Claudio Borghi     | Amistoso                         |
| 35    | 23 de junio de 2011      | Estadio Defensores del Chaco, Asunción, Paraguay                            | Paraguay      | 0-0      | Chile        |           |                                              |                               |         |       | Claudio Borghi     | Amistoso                         |
| 36    | 4 de julio de 2011       | Estadio San Juan del Bicentenario, San Juan, Argentina                      | Chile         | 2-1      | México       |           |                                              | 60' por Esteban Paredes       |         |       | Claudio Borghi     | Copa América 2011                |
| 37    | 8 de julio de 2011       | Estadio Malvinas Argentinas, Mendoza, Argentina                             | Chile         | 1-1      | Uruguay      |           | 64' a Alexis Sánchez                         | 74' por Carlos Carmona        |         |       | Claudio Borghi     | Copa América 2011                |
| 38    | 12 de julio de 2011      | Estadio Malvinas Argentinas, Mendoza, Argentina                             | Chile         | 1-0      | Perú         |           |                                              |                               |         | 62'   | Claudio Borghi     | Copa América 2011                |
| 39    | 10 de agosto de 2011     | Stade de la Mosson, Montpellier, Francia                                    | Francia       | 1-1      | Chile        |           |                                              | 80' por Fabián Orellana       |         | 69'   | Claudio Borghi     | Amistoso                         |
| 40    | 2 de septiembre de 2011  | AFG Arena, San Galo, Suiza                                                  | España        | 3-2      | Chile        |           |                                              | 80' por Felipe Gutiérrez      |         |       | Claudio Borghi     | Amistoso                         |
| 41    | 4 de septiembre de 2011  | Estadio Cornellà-El Prat, Barcelona, España                                 | Chile         | 0-1      | México       |           |                                              | 63' por Felipe Seymour        |         |       | Claudio Borghi     | Amistoso                         |
| 42    | 7 de octubre de 2011     | Estadio Antonio Vespucio Liberti, Buenos Aires, Argentina                   | Argentina     | 4-1      | Chile        |           |                                              | 54' por Marcos González       |         | 39'   | Claudio Borghi     | Clasificatorias a Brasil 2014    |
| 43    | 11 de octubre de 2011    | Estadio Monumental, Santiago, Chile                                         | Chile         | 4-2      | Perú         |           | 18' a Eduardo Vargas                         |                               |         | 90+2' | Claudio Borghi     | Clasificatorias a Brasil 2014    |
| 44    | 12 de octubre de 2012    | Estadio Olímpico Atahualpa, Quito, Ecuador                                  | Ecuador       | 3-1      | Chile        |           |                                              | 78' por Eduardo Vargas        |         |       | Claudio Borghi     | Clasificatorias a Brasil 2014    |
| 45    | 16 de octubre de 2012    | Estadio Nacional Julio Martínez Prádanos, Santiago, Chile                   | Chile         | 1-2      | Argentina    |           |                                              |                               |         | 50'   | Claudio Borghi     | Clasificatorias a Brasil 2014    |
| 46    | 14 de noviembre de 2012  | AFG Arena, San Galo, Suiza                                                  | Chile         | 1-3      | Serbia       |           |                                              | 70' por Eugenio Mena          |         |       | Claudio Borghi     | Amistoso                         |
| 47    | 6 de febrero de 2013     | Estadio Vicente Calderón, Madrid, España                                    | Chile         | 2-1      | Egipto       |           |                                              | 79' por Fabián Orellana       |         |       | Jorge Sampaoli     | Amistoso                         |
| 48    | 22 de marzo de 2013      | Estadio Nacional del Perú, Lima, Perú                                       | Perú          | 1-0      | Chile        |           |                                              | 70' por Nicolás Castillo      |         |       | Jorge Sampaoli     | Clasificatorias a Brasil 2014    |
| 49    | 26 de marzo de 2013      | Estadio Nacional Julio Martínez Prádanos, Santiago, Chile                   | Chile         | 2-0      | Uruguay      |           |                                              | 70' por Carlos Carmona        |         |       | Jorge Sampaoli     | Clasificatorias a Brasil 2014    |
| 50    | 11 de junio de 2013      | Estadio Nacional Julio Martínez Prádanos, Santiago, Chile                   | Chile         | 3-1      | Bolivia      |           | 90+2' a Arturo Vidal                         | 75' por Eugenio Mena          |         |       | Jorge Sampaoli     | Clasificatorias a Brasil 2014    |
| 51    | 14 de agosto de 2013     | Estadio Brøndby, Copenhague, Dinamarca                                      | Irak          | 0-6      | Chile        | 36' 45+1' | 21' a Alexis Sánchez                         | 62' por Bryan Rabello         |         |       | Jorge Sampaoli     | Amistoso                         |
| 52    | 6 de septiembre de 2013  | Estadio Nacional Julio Martínez Prádanos, Santiago                          | Chile         | 3-0      | Venezuela    |           |                                              | 73' por Jorge Valdivia        |         |       | Jorge Sampaoli     | Clasificatorias a Brasil 2014    |
| 53    | 10 de septiembre de 2013 | Stade de Genève, Ginebra, Suiza                                             | España        | 2-2      | Chile        |           |                                              | 86' por Eduardo Vargas        |         |       | Jorge Sampaoli     | Amistoso                         |
| 54    | 11 de octubre de 2013    | Estadio Metropolitano Roberto Meléndez, Barranquilla, Colombia              | Colombia      | 3-3      | Chile        |           |                                              | 61' por Jorge Valdivia        |         |       | Jorge Sampaoli     | Clasificatorias a Brasil 2014    |
| 55    | 15 de octubre de 2013    | Estadio Nacional Julio Martínez Prádanos, Santiago, Chile                   | Chile         | 2-1      | Ecuador      |           |                                              | 86' por Eduardo Vargas        |         |       | Jorge Sampaoli     | Clasificatorias a Brasil 2014    |
| 56    | 15 de noviembre de 2013  | Estadio de Wembley, Londres, Inglaterra                                     | Inglaterra    | 0-2      | Chile        |           |                                              | 82' por José Pedro Fuenzalida |         | 19'   | Jorge Sampaoli     | Amistoso                         |
| 57    | 19 de noviembre de 2013  | Rogers Centre, Toronto, Canadá                                              | Brasil        | 2-1      | Chile        |           | 71' a Eduardo Vargas                         | 8' por Marcelo Díaz           |         | 67'   | Jorge Sampaoli     | Amistoso                         |
| 58    | 5 de marzo de 2014       | Mercedes-Benz Arena, Stuttgart, Alemania                                    | Alemania      | 1-0      | Chile        |           |                                              | 76' por Jorge Valdivia        |         |       | Jorge Sampaoli     | Amistoso                         |
| 59    | 30 de mayo de 2014       | Estadio Nacional Julio Martínez Prádanos, Santiago, Chile                   | Chile         | 3-2      | Egipto       |           |                                              | 56' por Mauricio Pinilla      |         |       | Jorge Sampaoli     | Amistoso                         |
| 60    | 13 de junio de 2014      | Arena Pantanal, Cuiabá, Brasil                                              | Chile         | 3-1      | Australia    | 90+2'     |                                              | 68' por Jorge Valdivia        |         |       | Jorge Sampaoli     | Copa Mundial de Fútbol 2014      |
| 61    | 23 de junio de 2014      | Arena do Sao Paulo, São Paulo, Brasil                                       | Países Bajos  | 2-0      | Chile        |           |                                              | 46' por Felipe Gutiérrez      |         |       | Jorge Sampaoli     | Copa Mundial de Fútbol de 2014   |
| 62    | 9 de septiembre de 2014  | Lockhart Stadium, Fort Lauderdale, Estados Unidos                           | Chile         | 1-0      | Haití        |           |                                              | 66' por Juan Delgado          |         |       | Jorge Sampaoli     | Amistoso                         |
| 63    | 10 de octubre de 2014    | Estadio Elías Figueroa Brander, Valparaíso, Chile                           | Chile         | 3-0      | Perú         |           |                                              | 73' por Juan Delgado          |         |       | Jorge Sampaoli     | Amistoso                         |
| 64    | 14 de octubre de 2014    | Estadio Francisco Sánchez Rumoroso, Coquimbo, Chile                         | Chile         | 2-2      | Bolivia      |           |                                              | 57' por Juan Delgado          |         |       | Jorge Sampaoli     | Amistoso                         |
| 65    | 18 de noviembre de 2014  | Estadio Monumental, Santiago, Chile                                         | Chile         | 1-2      | Uruguay      |           |                                              | 88' por Eugenio Mena          |         | 90+4' | Jorge Sampaoli     | Amistoso                         |
| 66    | 5 de junio de 2015       | Estadio El Teniente, Rancagua, Chile                                        | Chile         | 1-0      | El Salvador  |           | 14' a Jorge Valdivia                         | 65' por Eugenio Mena          |         |       | Jorge Sampaoli     | Amistoso                         |
| 67    | 11 de junio de 2015      | Estadio Nacional Julio Martínez Prádanos, Santiago, Chile                   | Chile         | 2-0      | Ecuador      |           |                                              | 46' por Eduardo Vargas        |         |       | Jorge Sampaoli     | Copa América 2015                |
| 68    | 15 de junio de 2015      | Estadio Nacional Julio Martínez Prádanos, Santiago, Chile                   | Chile         | 3-3      | México       |           |                                              | 87' por Miiko Albornoz        |         |       | Jorge Sampaoli     | Copa América 2015                |
| 69    | 19 de junio de 2015      | Estadio Nacional Julio Martínez Prádanos, Santiago, Chile                   | Chile         | 5-0      | Bolivia      |           |                                              |                               |         |       | Jorge Sampaoli     | Copa América 2015                |
| 70    | 4 de julio de 2015       | Estadio Nacional Julio Martínez Prádanos, Santiago, Chile                   | Chile         | 0-0 4-1p | Argentina    |           |                                              |                               |         |       | Jorge Sampaoli     | Copa América 2015                |
| 71    | 8 de octubre de 2015     | Estadio Nacional Julio Martínez Prádanos, Santiago, Chile                   | Chile         | 2-0      | Brasil       |           |                                              |                               |         |       | Jorge Sampaoli     | Clasificatorias a Rusia 2018     |
| 72    | 12 de noviembre de 2015  | Estadio Nacional Julio Martínez Prádanos, Santiago, Chile                   | Chile         | 1-1      | Colombia     |           |                                              |                               |         |       | Jorge Sampaoli     | Clasificatorias a Rusia 2018     |
| 73    | 17 de noviembre de 2015  | Estadio Centenario, Montevideo, Uruguay                                     | Uruguay       | 3-0      | Chile        |           |                                              | 65' por Mark González         |         |       | Jorge Sampaoli     | Clasificatorias a Rusia 2018     |
| 74    | 24 de marzo de 2016      | Estadio Nacional Julio Martínez Prádanos, Santiago, Chile                   | Chile         | 1-2      | Argentina    |           |                                              |                               |         |       | Juan Antonio Pizzi | Clasificatorias a Rusia 2018     |
| 75    | 29 de marzo de 2016      | Estadio Agustín Tovar, Barinas, Venezuela                                   | Venezuela     | 1-4      | Chile        |           | 52' a Mauricio Pinilla                       |                               |         |       | Juan Antonio Pizzi | Clasificatorias a Rusia 2018     |
| 76    | 27 de mayo de 2016       | Estadio Sausalito, Viña del Mar, Chile                                      | Chile         | 1-2      | Jamaica      |           |                                              | 64' por José Pedro Fuenzalida |         |       | Juan Antonio Pizzi | Amistoso                         |
| 77    | 6 de junio de 2016       | Levi's Stadium, Santa Clara, Estados Unidos                                 | Argentina     | 2-1      | Chile        |           |                                              |                               |         | 86'   | Juan Antonio Pizzi | Copa América Centenario          |
| 78    | 10 de junio de 2016      | Gillette Stadium, Foxborough, Estados Unidos                                | Chile         | 2-1      | Bolivia      |           |                                              |                               |         |       | Juan Antonio Pizzi | Copa América Centenario          |
| 79    | 14 de junio de 2016      | Lincoln Financial Field, Filadelfia, Estados Unidos                         | Chile         | 4-2      | Panamá       |           | 43' a Eduardo Vargas                         | 60' por Edson Puch            |         |       | Juan Antonio Pizzi | Copa América Centenario          |
| 80    | 18 de junio de 2016      | Levi's Stadium, Santa Clara, Estados Unidos                                 | México        | 0-7      | Chile        |           |                                              | 73' por Mark González         |         |       | Juan Antonio Pizzi | Copa América Centenario          |
| 81    | 22 de junio de 2016      | Soldier Field, Chicago, Estados Unidos                                      | Colombia      | 0-2      | Chile        |           |                                              |                               |         | 65'   | Juan Antonio Pizzi | Copa América Centenario          |
| 82    | 26 de junio de 2016      | MetLife Stadium, East Rutherford, Estados Unidos                            | Argentina     | 0-0 2-4p | Chile        |           |                                              |                               |         | 52'   | Juan Antonio Pizzi | Copa América Centenario          |
| 83    | 11 de octubre de 2016    | Estadio Nacional Julio Martínez Prádanos, Santiago, Chile                   | Chile         | 2-1      | Perú         |           |                                              |                               |         |       | Juan Antonio Pizzi | Clasificatorias a Rusia 2018     |
| 84    | 10 de noviembre de 2016  | Estadio Metropolitano Roberto Meléndez, Barranquilla, Colombia              | Colombia      | 0-0      | Chile        |           |                                              |                               |         |       | Juan Antonio Pizzi | Clasificatorias a Rusia 2018     |
| 85    | 15 de noviembre de 2016  | Estadio Nacional Julio Martínez Prádanos, Santiago, Chile                   | Chile         | 3-1      | Uruguay      |           | 45+1' a Eduardo Vargas, 60' a Alexis Sánchez |                               |         |       | Juan Antonio Pizzi | Clasificatorias a Rusia 2018     |
| 86    | 11 de enero de 2017      | Guangxi Sports Center, Nanning, China                                       | Chile         | 1-1 4-1p | Croacia      |           |                                              |                               | Capitán |       | Juan Antonio Pizzi | China Cup 2017                   |
| 87    | 15 de enero de 2017      | Guangxi Sports Center, Nanning, China                                       | Islandia      | 0-1      | Chile        |           |                                              |                               | Capitán |       | Juan Antonio Pizzi | China Cup 2017                   |
| 88    | 23 de marzo de 2017      | Estadio Antonio Vespucio Liberti, Buenos Aires, Argentina                   | Argentina     | 1-0      | Chile        |           |                                              |                               |         |       | Juan Antonio Pizzi | Clasificatorias a Rusia 2018     |
| 89    | 28 de marzo de 2017      | Estadio Monumental, Santiago, Chile                                         | Chile         | 3-1      | Venezuela    |           |                                              |                               |         |       | Juan Antonio Pizzi | Clasificatorias a Rusia 2018     |
| 90    | 2 de junio de 2017       | Estadio Nacional Julio Martínez Prádanos, Santiago, Chile                   | Chile         | 3-0      | Burkina Faso |           |                                              | 61' por Gabriel Suazo         |         |       | Juan Antonio Pizzi | Amistoso                         |
| 91    | 9 de junio de 2017       | VEB Arena, Moscú, Rusia                                                     | Rusia         | 1-1      | Chile        |           |                                              |                               |         |       | Juan Antonio Pizzi | Amistoso                         |
| 92    | 18 de junio de 2017      | Otkrytie Arena, Moscú, Rusia                                                | Camerún       | 0-2      | Chile        |           |                                              |                               |         |       | Juan Antonio Pizzi | Copa Confederaciones 2017        |
| 93    | 22 de junio de 2017      | Kazán Arena, Kazán, Rusia                                                   | Alemania      | 1-1      | Chile        |           |                                              |                               |         | 80'   | Juan Antonio Pizzi | Copa Confederaciones 2017        |
| 94    | 28 de junio de 2017      | Kazán Arena, Kazán, Rusia                                                   | Portugal      | 0-0 0-3p | Chile        |           |                                              |                               |         |       | Juan Antonio Pizzi | Copa Confederaciones 2017        |
| 95    | 2 de julio de 2017       | Estadio Krestovski, San Petersburgo, Rusia                                  | Chile         | 0-1      | Alemania     |           |                                              |                               |         |       | Juan Antonio Pizzi | Copa Confederaciones 2017        |
| 96    | 31 de agosto de 2017     | Estadio Monumental, Santiago, Chile                                         | Chile         | 0-3      | Paraguay     |           |                                              |                               |         | 84'   | Juan Antonio Pizzi | Clasificatorias a Rusia 2018     |
| 97    | 5 de septiembre de 2017  | Estadio Hernando Siles, La Paz, Bolivia                                     | Bolivia       | 1-0      | Chile        |           |                                              |                               |         | 21'   | Juan Antonio Pizzi | Clasificatorias a Rusia 2018     |
| 98    | 10 de octubre de 2017    | Allianz Parque, São Paulo, Brasil                                           | Brasil        | 3-0      | Chile        |           |                                              |                               |         |       | Juan Antonio Pizzi | Clasificatorias a Rusia 2018     |
| 99    | 24 de marzo de 2018      | Friends Arena, Estocolmo, Suecia                                            | Suecia        | 1-2      | Chile        |           |                                              |                               |         |       | Reinaldo Rueda     | Amistoso                         |
| 100   | 27 de marzo de 2018      | Aalborg Portland Park, Aalborg, Dinamarca                                   | Dinamarca     | 0-0      | Chile        |           |                                              | 64' por Miiko Albornoz        |         |       | Reinaldo Rueda     | Amistoso                         |
| 101   | 20 de noviembre de 2018  | Estadio Germán Becker, Temuco, Chile                                        | Chile         | 4-1      | Honduras     |           |                                              | 46' por Óscar Opazo           |         | 11'   | Reinaldo Rueda     | Amistoso                         |
| 102   | 6 de junio de 2019       | Estadio La Portada, La Serena, Chile                                        | Chile         | 2-1      | Haití        |           |                                              |                               |         |       | Reinaldo Rueda     | Amistoso                         |
| 103   | 17 de junio de 2019      | Estadio Morumbi, São Paulo, Brasil                                          | Japón         | 0-4      | Chile        |           |                                              |                               |         |       | Reinaldo Rueda     | Copa América 2019                |
| 104   | 21 de junio de 2019      | Arena Fonte Nova, Salvador, Brasil                                          | Ecuador       | 1-2      | Chile        |           |                                              |                               |         | 52'   | Reinaldo Rueda     | Copa América 2019                |
| 105   | 28 de junio de 2019      | Arena Corinthians, São Paulo, Brasil                                        | Colombia      | 0-0 4-5p | Chile        |           |                                              |                               |         |       | Reinaldo Rueda     | Copa América 2019                |
| 106   | 3 de julio de 2019       | Arena do Grêmio, Porto Alegre, Brasil                                       | Chile         | 0-3      | Perú         |           |                                              |                               |         |       | Reinaldo Rueda     | Copa América 2019                |
| 107   | 6 de julio de 2019       | Arena Corinthians, São Paulo, Brasil                                        | Argentina     | 2-1      | Chile        |           |                                              |                               | [ a ]   | 16'   | Reinaldo Rueda     | Copa América 2019                |
| 108   | 13 de noviembre de 2020  | Estadio Nacional Julio Martínez Prádanos, Santiago, Chile                   | Chile         | 2-0      | Perú         |           |                                              |                               |         | 41'   | Reinaldo Rueda     | Clasificatorias Catar 2022       |
| 109   | 17 de noviembre de 2020  | Estadio Olímpico de la Universidad Central de Venezuela, Caracas, Venezuela | Venezuela     | 2-1      | Chile        |           |                                              |                               |         |       | Reinaldo Rueda     | Clasificatorias Catar 2022       |
| Total | Total                    | Total                                                                       | Presencias    | 109      | Goles        | 6         |                                              |                               |         |       |                    |                                  |

| Selección chilena | Selección chilena | Selección chilena | Selección chilena | Selección chilena |
| Año               | Partidos          | Goles             | Asis.             | Capitán           |
| ----------------- | ----------------- | ----------------- | ----------------- | ----------------- |
| 2004              | 3                 | 0                 | 1                 | 0                 |
| 2005              | 0                 | 0                 | 0                 | 0                 |
| 2006              | 0                 | 0                 | 0                 | 0                 |
| 2007              | 0                 | 0                 | 0                 | 0                 |
| 2008              | 9                 | 0                 | 0                 | 0                 |
| 2009              | 11                | 1                 | 2                 | 0                 |
| 2010              | 8                 | 1                 | 1                 | 0                 |
| 2011              | 12                | 1                 | 2                 | 0                 |
| 2012              | 3                 | 0                 | 0                 | 0                 |
| 2013              | 11                | 2                 | 3                 | 0                 |
| 2014              | 8                 | 1                 | 0                 | 0                 |
| 2015              | 8                 | 0                 | 1                 | 0                 |
| 2016              | 12                | 0                 | 4                 | 0                 |
| 2017              | 13                | 0                 | 0                 | 2                 |
| 2018              | 3                 | 0                 | 0                 | 0                 |
| 2019              | 6                 | 0                 | 0                 | 1                 |
| 2020              | 2                 | 0                 | 0                 | 0                 |
| Total             | 109               | 6                 | 14                | 3                 |

### Goles con la selección
Actualizado de acuerdo al último partido jugado el 13 de junio de 2014.
| 1 | 10 de junio de 2009  | Estadio Monumental, Santiago, Chile    | Bolivia   | 1 – 0 | 4 – 0 | Clasificatorias a Sudáfrica 2010 |
| 2 | 16 de junio de 2010  | Estadio Mbombela, Nelspruit, Sudáfrica | Honduras  | 0 – 1 | 0 – 1 | Mundial 2010                     |
| 3 | 29 de marzo de 2011  | Kyocera Stadion, La Haya, Países Bajos | Colombia  | 2 – 0 | 2 – 0 | Amistoso                         |
| 4 | 14 de agosto de 2013 | Estadio Brøndby, Copenhague, Dinamarca | Irak      | 0 – 3 | 0 – 6 | Amistoso                         |
| 5 | 14 de agosto de 2013 | Estadio Brøndby, Copenhague, Dinamarca | Irak      | 0 – 4 | 0 – 6 | Amistoso                         |
| 6 | 13 de junio de 2014  | Arena Pantanal, Cuiabá, Brasil         | Australia | 3 – 1 | 3 – 1 | Mundial 2014                     |

## Participaciones internacionales
| Club                         | Año     | Competencia       | Resultado      |
| ---------------------------- | ------- | ----------------- | -------------- |
| Servette · Suiza             | 2004-05 | Copa de la UEFA   | Segunda Ronda  |
| Cobreloa · Chile             | 2007    | Copa Libertadores | Primera Fase   |
| Birmingham Inglaterra        | 2011-12 | Europa League     | Fase de grupos |
| Wigan Athletic Inglaterra    | 2013-14 | Europa League     | Fase de grupos |
| Colo Colo · Chile            | 2015    | Copa Libertadores | Fase de grupos |
| Colo Colo · Chile            | 2016    | Copa Libertadores | Fase de grupos |
| Universidad de Chile · Chile | 2017    | Copa Sudamericana | Primera fase   |
| Universidad de Chile · Chile | 2018    | Copa Libertadores | Fase de grupos |
| Universidad de Chile · Chile | 2019    | Copa Libertadores | Segunda fase   |

## Estadísticas

### Clubes
| Club                              | Div.          | Temporada     | Liga  | Liga  | Liga   | Copas nacionales | Copas nacionales | Copas nacionales | Torneos internacionales | Torneos internacionales | Torneos internacionales | Total | Total | Total  | Media goleadora |
| Club                              | Div.          | Temporada     | Part. | Goles | Asist. | Part.            | Goles            | Asist.           | Part.                   | Goles                   | Asist.                  | Part. | Goles | Asist. | Media goleadora |
| --------------------------------- | ------------- | ------------- | ----- | ----- | ------ | ---------------- | ---------------- | ---------------- | ----------------------- | ----------------------- | ----------------------- | ----- | ----- | ------ | --------------- |
| Universidad Católica · Chile      | 1.ª           | 2002          | 1     | 0     | 0      | —                | —                | —                | —                       | —                       | —                       | 1     | 0     | 0      | 0.00            |
| Universidad Católica · Chile      | 1.ª           | 2004          | 16    | 3     | 3      | —                | —                | —                | —                       | —                       | —                       | 16    | 3     | 3      | 0.19            |
| Universidad Católica · Chile      | Total club    | Total club    | 17    | 3     | 3      | 0                | 0                | 0                | 0                       | 0                       | 0                       | 17    | 3     | 3      | 0.18            |
| Universidad de Concepción · Chile | 1.ª           | 2003          | 22    | 0     | 4      | 1                | 0                | 0                | —                       | —                       | —                       | 23    | 0     | 4      | 0.00            |
| Universidad de Concepción · Chile | Total club    | Total club    | 22    | 0     | 4      | 1                | 0                | 0                | 0                       | 0                       | 0                       | 23    | 0     | 4      | 0.00            |
| Servette · Suiza                  | 1.ª           | 2004-05       | 11    | 1     | 2      | 2                | 0                | 0                | 2                       | 0                       | 0                       | 15    | 1     | 2      | 0.07            |
| Servette · Suiza                  | Total club    | Total club    | 11    | 1     | 2      | 2                | 0                | 0                | 2                       | 0                       | 0                       | 15    | 1     | 2      | 0.07            |
| Grêmio · Brasil                   | 2.ª           | 2005          | 6     | 1     | 1      | —                | —                | —                | —                       | —                       | —                       | 6     | 1     | 1      | 0.17            |
| Grêmio · Brasil                   | Total club    | Total club    | 6     | 1     | 1      | 0                | 0                | 0                | 0                       | 0                       | 0                       | 6     | 1     | 1      | 0.17            |
| Cobreloa · Chile                  | 1.ª           | 2007          | 22    | 0     | 5      | —                | —                | —                | 2                       | 0                       | 0                       | 24    | 0     | 5      | 0.00            |
| Cobreloa · Chile                  | Total club    | Total club    | 22    | 0     | 5      | 0                | 0                | 0                | 2                       | 0                       | 0                       | 24    | 0     | 5      | 0.00            |
| O'Higgins · Chile                 | 1.ª           | 2008          | 34    | 13    | 10     | —                | —                | —                | —                       | —                       | —                       | 34    | 13    | 10     | 0.38            |
| O'Higgins · Chile                 | Total club    | Total club    | 34    | 13    | 10     | 0                | 0                | 0                | 0                       | 0                       | 0                       | 34    | 13    | 10     | 0.38            |
| América · México                  | 1.ª           | 2009          | 17    | 0     | 3      | 3                | 1                | 0                | —                       | —                       | —                       | 20    | 1     | 3      | 0.05            |
| América · México                  | 1.ª           | 2009-10       | 28    | 3     | 2      | 4                | 0                | 0                | —                       | —                       | —                       | 32    | 3     | 2      | 0.09            |
| América · México                  | 1.ª           | 2010          | 2     | 0     | 0      | —                | —                | —                | —                       | —                       | —                       | 2     | 0     | 0      | 0.00            |
| América · México                  | Total club    | Total club    | 47    | 3     | 5      | 7                | 1                | 0                | 0                       | 0                       | 0                       | 54    | 4     | 5      | 0.07            |
| Birmingham City F. C. Inglaterra  | 1.ª           | 2010-11       | 16    | 2     | 0      | 8                | 1                | 4                | —                       | —                       | —                       | 24    | 3     | 4      | 0.13            |
| Birmingham City F. C. Inglaterra  | 2.ª           | 2011-12       | 22    | 1     | 4      | 3                | 0                | 0                | 6                       | 1                       | 2                       | 31    | 2     | 6      | 0.07            |
| Birmingham City F. C. Inglaterra  | Total club    | Total club    | 38    | 3     | 4      | 11               | 1                | 4                | 6                       | 1                       | 2                       | 55    | 5     | 10     | 0.09            |
| Wigan Athletic F. C. Inglaterra   | 1.ª           | 2011-12       | 16    | 0     | 7      | —                | —                | —                | —                       | —                       | —                       | 16    | 0     | 7      | 0.00            |
| Wigan Athletic F. C. Inglaterra   | 1.ª           | 2012-13       | 34    | 1     | 9      | 5                | 0                | 0                | —                       | —                       | —                       | 39    | 1     | 9      | 0.03            |
| Wigan Athletic F. C. Inglaterra   | 2.ª           | 2013-14       | 35    | 2     | 3      | 4                | 0                | 0                | 3                       | 0                       | 1                       | 42    | 2     | 4      | 0.05            |
| Wigan Athletic F. C. Inglaterra   | Total club    | Total club    | 85    | 3     | 19     | 9                | 0                | 0                | 3                       | 0                       | 1                       | 97    | 3     | 20     | 0.03            |
| Colo-Colo · Chile                 | 1.ª           | 2014-15       | 29    | 4     | 6      | 1                | 0                | 0                | 5                       | 0                       | 3                       | 35    | 4     | 9      | 0.11            |
| Colo-Colo · Chile                 | 1.ª           | 2015-16       | 25    | 3     | 2      | 5                | 2                | 2                | 6                       | 0                       | 1                       | 36    | 5     | 5      | 0.14            |
| Colo-Colo · Chile                 | Total club    | Total club    | 54    | 7     | 8      | 6                | 2                | 2                | 11                      | 0                       | 4                       | 71    | 9     | 14     | 0.13            |
| Universidad de Chile · Chile      | 1.ª           | 2016-17       | 26    | 1     | 5      | 4                | 0                | 0                | 1                       | 0                       | 1                       | 31    | 1     | 6      | 0.03            |
| Universidad de Chile · Chile      | 1.ª           | 2017          | 11    | 0     | 1      | 2                | 0                | 1                | —                       | —                       | —                       | 13    | 0     | 2      | 0.00            |
| Universidad de Chile · Chile      | 1.ª           | 2018          | 15    | 0     | 4      | 6                | 1                | 3                | 5                       | 0                       | 1                       | 26    | 1     | 8      | 0.04            |
| Universidad de Chile · Chile      | 1.ª           | 2019          | 17    | 0     | 2      | 4                | 0                | 1                | 2                       | 0                       | 0                       | 23    | 0     | 3      | 0.00            |
| Universidad de Chile · Chile      | 1.ª           | 2020          | 24    | 0     | 1      | —                | —                | —                | 2                       | 0                       | 0                       | 26    | 0     | 1      | 0.00            |
| Universidad de Chile · Chile      | Total club    | Total club    | 93    | 1     | 13     | 16               | 1                | 5                | 10                      | 0                       | 2                       | 119   | 2     | 20     | 0.02            |
| Coquimbo Unido · Chile            | 2.ª           | 2021          | 22    | 0     | 2      | 1                | 0                | 0                | —                       | —                       | —                       | 23    | 0     | 2      | 0.00            |
| Coquimbo Unido · Chile            | Total club    | Total club    | 22    | 0     | 2      | 1                | 0                | 0                | 0                       | 0                       | 0                       | 23    | 0     | 2      | 0.00            |
| Total carrera                     | Total carrera | Total carrera | 451   | 35    | 76     | 53               | 5                | 11               | 34                      | 1                       | 9                       | 537   | 41    | 94     | 0.08            |
| 1. 2. 3.                          |               |               |       |       |        |                  |                  |                  |                         |                         |                         |       |       |        |                 |

### Selecciones
| Selección        | Temporada     | Amistosos | Amistosos | Amistosos | Sudamérica | Sudamérica | Sudamérica | Mundial | Mundial | Mundial | Total | Total | Total  | Media goleadora |
| Selección        | Temporada     | Part.     | Goles     | Asist.    | Part.      | Goles      | Asist.     | Part.   | Goles   | Asist.  | Part. | Goles | Asist. | Media goleadora |
| ---------------- | ------------- | --------- | --------- | --------- | ---------- | ---------- | ---------- | ------- | ------- | ------- | ----- | ----- | ------ | --------------- |
| Olímpica · Chile | 2003          | 2         | 0         | 1         | —          | —          | —          | —       | —       | —       | 2     | 0     | 1      | 0,00            |
| Olímpica · Chile | 2004          | —         | —         | —         | 7          | 3          | 0          | —       | —       | —       | 7     | 3     | 0      | 0,43            |
| Olímpica · Chile | Total         | 2         | 0         | 1         | 7          | 3          | 0          | 0       | 0       | 0       | 9     | 3     | 1      | 0,33            |
| Adulta · Chile   | 2004          | 1         | 0         | 0         | 2          | 0          | 0          | —       | —       | —       | 3     | 0     | 0      | 0,00            |
| Adulta · Chile   | 2005          | —         | —         | —         | —          | —          | —          | —       | —       | —       | 0     | 0     | 0      | 0,00            |
| Adulta · Chile   | 2006          | —         | —         | —         | —          | —          | —          | —       | —       | —       | 0     | 0     | 0      | 0,00            |
| Adulta · Chile   | 2007          | —         | —         | —         | —          | —          | —          | —       | —       | —       | 0     | 0     | 0      | 0,00            |
| Adulta · Chile   | 2008          | 5         | 0         | 0         | 4          | 0          | 0          | —       | —       | —       | 9     | 0     | 0      | 0,00            |
| Adulta · Chile   | 2009          | 3         | 0         | 0         | 8          | 1          | 2          | —       | —       | —       | 11    | 1     | 2      | 0,09            |
| Adulta · Chile   | 2010          | 4         | 0         | 1         | —          | —          | —          | 4       | 1       | 0       | 8     | 1     | 1      | 0,11            |
| Adulta · Chile   | 2011          | 7         | 1         | 1         | 5          | 0          | 2          | —       | —       | —       | 12    | 1     | 3      | 0,08            |
| Adulta · Chile   | 2012          | 1         | 0         | 0         | 2          | 0          | 0          | —       | —       | —       | 3     | 0     | 0      | 0,00            |
| Adulta · Chile   | 2013          | 5         | 2         | 3         | 6          | 0          | 1          | —       | —       | —       | 11    | 2     | 4      | 0,18            |
| Adulta · Chile   | 2014          | 6         | 0         | 0         | —          | —          | —          | 2       | 1       | 0       | 8     | 1     | 0      | 0,13            |
| Adulta · Chile   | 2015          | 1         | 0         | 1         | 7          | 0          | 0          | —       | —       | —       | 8     | 0     | 1      | 0,00            |
| Adulta · Chile   | 2016          | 1         | 0         | 0         | 11         | 0          | 4          | —       | —       | —       | 12    | 0     | 4      | 0,00            |
| Adulta · Chile   | 2017          | 4         | 0         | 0         | 5          | 0          | 0          | 4       | 0       | 0       | 13    | 0     | 0      | 0,00            |
| Adulta · Chile   | 2018          | 3         | 0         | 0         | —          | —          | —          | —       | —       | —       | 3     | 0     | 0      | 0,00            |
| Adulta · Chile   | 2019          | 1         | 0         | 0         | 5          | 0          | 0          | —       | —       | —       | 6     | 0     | 0      | 0,00            |
| Adulta · Chile   | 2020          | —         | —         | —         | 2          | 0          | 0          | —       | —       | —       | 2     | 0     | 0      | 0,00            |
| Adulta · Chile   | 2021          | 0         | 0         | 0         | 0          | 0          | 0          | —       | —       | —       | 0     | 0     | 0      | 0,00            |
| Adulta · Chile   | Total         | 42        | 3         | 6         | 57         | 1          | 9          | 10      | 2       | 0       | 109   | 6     | 15     | 0,05            |
| Total carrera    | Total carrera | 44        | 3         | 7         | 64         | 4          | 9          | 10      | 2       | 0       | 118   | 9     | 16     | 0,08            |
| 1. 2.            |               |           |           |           |            |            |            |         |         |         |       |       |        |                 |

### Resumen estadístico
| Competición           | Partidos | Goles | Promedio | Asistencias | Promedio | Goles y asistencias | Promedio |
| --------------------- | -------- | ----- | -------- | ----------- | -------- | ------------------- | -------- |
| Primera División      | 366      | 31    | 0,09     | 66          | 0,18     | 97                  | 0,27     |
| Segunda División      | 85       | 4     | 0,05     | 10          | 0,12     | 14                  | 0,16     |
| Copas nacionales      | 53       | 5     | 0,10     | 11          | 0,21     | 16                  | 0,31     |
| Copas internacionales | 34       | 1     | 0,03     | 9           | 0,27     | 10                  | 0,29     |
| Selección absoluta    | 109      | 6     | 0,05     | 15          | 0,14     | 21                  | 0,19     |
| Selección olímpica    | 9        | 3     | 0,33     | 1           | 0,11     | 4                   | 0,44     |
| Total                 | 656      | 50    | 0,08     | 112         | 0,17     | 162                 | 0,25     |

### Hat-tricks
|  |  |  |  |  |  |  |

## Palmarés

### Campeonatos nacionales
| Título           | Club                      | Sede       | Año     |
| ---------------- | ------------------------- | ---------- | ------- |
| Primera División | C.D. Universidad Católica | Chile      | 2002-A  |
| Serie B          | Grêmio                    | Brasil     | 2005    |
| Copa de la Liga  | Birmingham                | Inglaterra | 2010-11 |
| FA Cup           | Wigan Athletic            | Inglaterra | 2012-13 |
| Primera División | C.S.D. Colo-Colo          | Chile      | 2015-A  |
| Primera División | Universidad de Chile      | Chile      | 2017-C  |
| Primera B        | Coquimbo Unido            | Chile      | 2021    |

### Campeonatos internacionales
| Título                  | Club               | Sede           | Edición |
| ----------------------- | ------------------ | -------------- | ------- |
| Copa América            | Selección de Chile | Chile          | 2015    |
| Copa América Centenario | Selección de Chile | Estados Unidos | 2016    |

### Distinciones individuales
| Distinción                                                                                                 | Año       |
| --- | --------- |
| Elegido por la FIFA como el Mejor Jugador del Partido Honduras-Chile por la Copa Mundial de Fútbol de 2010 | 2010      |
| Medalla Bicentenario                                                                                       | 2010      |
| Equipo ideal de la Copa América Centenario 2016                                                            | 2016      |
| Parte del Equipo Ideal de la Década en el Fútbol Chileno (diario El Mercurio)                              | 2010-2019 |